# Friedrich August von Hayek

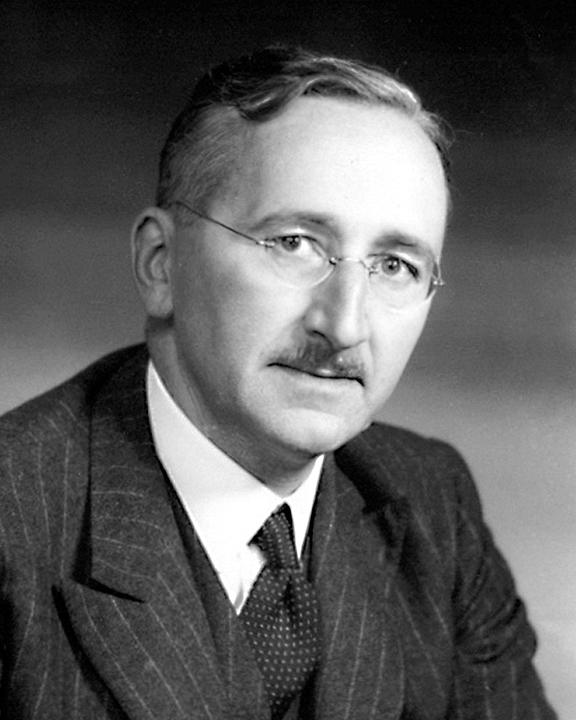

Friedrich August von Hayek, ab 1919 Friedrich August Hayek (* 8. Mai 1899 in Wien; † 23. März 1992 in Freiburg im Breisgau) war ein österreichischer Ökonom und Sozialphilosoph. Er war ein Theoretiker des Neoliberalismus und zählt zu den wichtigsten Denkern des Libertarismus im 20. Jahrhundert. Neben Ludwig von Mises war Hayek einer der bedeutendsten Vertreter der Österreichischen Schule der Nationalökonomie. 1974 erhielt er zusammen mit Gunnar Myrdal den Alfred-Nobel-Gedächtnispreis für Wirtschaftswissenschaften. Seine Arbeiten zur Preistheorie, d. h., wie Preise Informationen übertragen und ökonomische Tätigkeiten steuern, werden als sein wichtigster Beitrag zur Wirtschaftswissenschaft angesehen.
Friedrich von Hayeks Dienst im Ersten Weltkrieg und der Wunsch, Kriege zu verhindern, zogen ihn nach eigener Aussage zur Wirtschaftswissenschaft. An der Universität Wien studierte er diese sowie Philosophie und Psychologie; er promovierte 1921 in Rechtswissenschaften und 1923 in Politikwissenschaft. Anschließend arbeitete er in Österreich, Großbritannien, den USA und Deutschland. 1938 nahm er als Friedrich August von Hayek die britische Staatsbürgerschaft an. Er verbrachte sein akademisches Leben hauptsächlich an der London School of Economics, der University of Chicago und der Universität Freiburg. Obwohl als bedeutender Vertreter der Österreichischen Schule angesehen, hatte er auch enge Beziehungen zur Chicagoer Schule. Hayek war außerdem ein bedeutender Sozialtheoretiker und politischer Philosoph des 20. Jahrhunderts und trug als Mitbegründer der Mont Pèlerin Society zur Wiederbelebung des Liberalismus in der Nachkriegszeit bei. Sein populärstes Werk, Der Weg zur Knechtschaft (The Road to Serfdom), wurde weltweit über 2,25 Millionen Mal verkauft (Stand 2020).
Hayek wurde 1984 zum Companion of Honour für seine Verdienste um die Weiterentwicklung der Wirtschaftswissenschaften ernannt. Er war der erste Empfänger des Hanns-Martin-Schleyer-Preises im Jahr 1984. Außerdem erhielt er 1991 die Presidential Medal of Freedom von US-Präsident George H. W. Bush. Im Jahr 2011 wurde sein Artikel The Use of Knowledge in Society als einer der 20 besten Artikel ausgewählt, die bisher im The American Economic Review veröffentlicht wurden.

## Leben

### Frühe Kindheit und Schulzeit

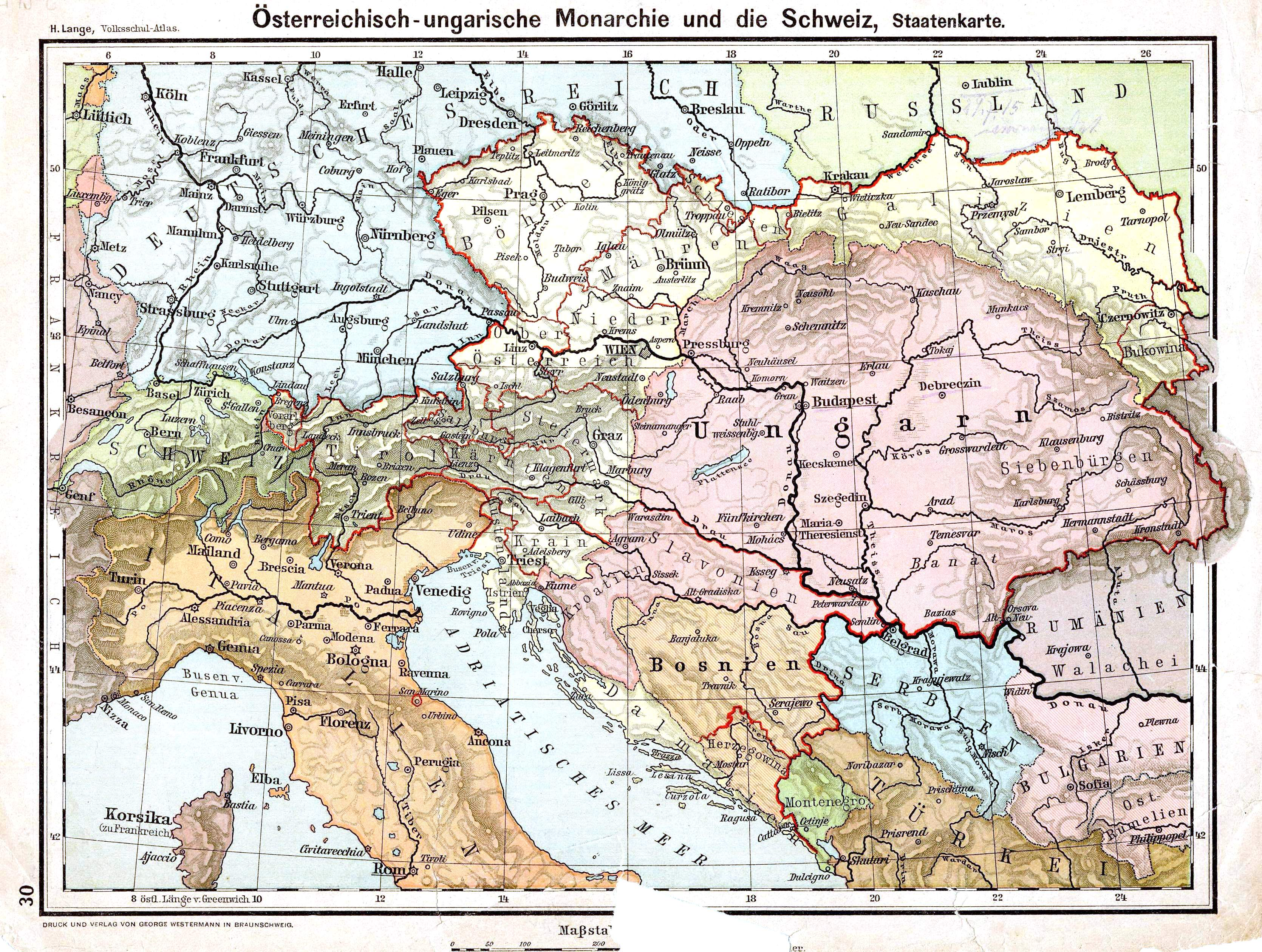
Österreich-Ungarn im Jahr 1899

Hayek wurde als Friedrich August Edler von Hayek in Wien als Sohn des August Edlen von Hayek und der Felicitas Hayek (geborene von Juraschek) geboren. Sein Ur-Urgroßvater Josef Hayek (1750–1830) war am 11. August 1789 durch Kaiser Joseph II. in seiner Eigenschaft als König von Böhmen als Edler von Hayek in den erblichen böhmischen Adelsstand erhoben worden. Friedrich August von Hayek trug aufgrund des Adelsaufhebungsgesetzes von 1919 bis zu seiner Einbürgerung im Vereinigten Königreich 1938 den Namen Friedrich August Hayek. Der Familienname Hayek verwendet die deutsche Schreibweise des tschechischen Familiennamens Hájek.
Sein 1871 ebenfalls in Wien geborener Vater war Arzt beim städtischen Gesundheitsministerium. Er hatte eine Leidenschaft für Botanik, über die er eine Reihe von Monographien verfasste, und war nebenberuflich als Dozent für Botanik an der Universität Wien tätig. Felicitas von Juraschek wurde 1875 in eine wohlhabende konservative und landbesitzende Familie geboren. Als ihre Mutter einige Jahre vor Hayeks Geburt starb, erhielt Felicitas eine bedeutende Erbschaft, die in den ersten Jahren ihrer Ehe etwa die Hälfte des Einkommens der Familie ausmachte. Friedrich war der älteste von drei Söhnen; seine Brüder Heinrich (1900–1969) und Erich (1904–1986) waren eineinhalb und fünf Jahre jünger als er.
Die Karriere seines Vaters als Universitätsprofessor beeinflusste Hayeks spätere Lebensziele. Seine beiden Großväter, welche Hayek noch persönlich kennenlernte, waren ebenfalls Akademiker. Franz von Juraschek war ein führender Ökonom in Österreich-Ungarn und ein enger Freund von Eugen Böhm von Bawerk, einem der Begründer der Österreichischen Schule. Hayeks Großvater väterlicherseits, Gustav Edler von Hayek, unterrichtete Naturwissenschaften am kaiserlichen Realobergymnasium in Wien. Er schrieb Arbeiten auf dem Gebiet der biologischen Systematik, von denen einige relativ bekannt sind.
Hayeks Mutter Felicitas war eine Cousine 2. Grades von Ludwig Wittgenstein. Seine Mutter spielte oft mit Wittgensteins Schwestern und kannte ihn gut. Aufgrund ihrer familiären Beziehung war Hayek einer der ersten, der Wittgensteins Tractatus Logico-Philosophicus las, als das Buch 1921 in seiner deutschen Originalausgabe veröffentlicht wurde. Obwohl er Wittgenstein nur wenige Male traf, sagte Hayek, dass Wittgensteins Philosophie und Analysemethoden einen tiefgreifenden Einfluss auf sein eigenes Leben und Denken hatten. In seinen späteren Jahren erinnerte sich Hayek an eine Diskussion über Philosophie mit Wittgenstein, als beide während des Ersten Weltkriegs Offiziere waren. Nach Wittgensteins Tod hatte Hayek zunächst vorgehabt, eine Biographie über Wittgenstein zu schreiben. Er arbeitete an der Sammlung von Familienmaterialien, aber half dann stattdessen anderen Biographen.
Hayek zeigte schon in jungen Jahren eine starke intellektuelle und akademische Neigung. Er las fließend und häufig, bevor er zur Schule ging. Trotz seiner Intelligenz und Neugier war er in der Schule aufgrund mangelnden Interesses und einiger Probleme mit seinen Lehrern ziemlich schlecht, was ihn zwang, die Schule zu wechseln. Er war in den meisten Fächern am unteren Ende seiner Klasse und erhielt in einem Schuljahr drei nicht bestandene Noten in Latein, Griechisch und Mathematik. Er interessierte sich sehr für das Theater und versuchte, eigene Tragödien zu schreiben. Außerdem half er seinem Vater regelmäßig bei seiner botanischen Arbeit und verfasste eigene Artikel über Biologie. Auf Vorschlag seines Vaters las Hayek als Jugendlicher die genetischen und evolutionsbiologischen Werke von Hugo de Vries und August Weismann, sowie die philosophischen Werke von Ludwig Feuerbach. Er bezeichnete Goethe als seinen größten frühen intellektuellen Einfluss. In der Schule wurde Hayek von den Vorlesungen eines Lehrers über die Nikomachische Ethik von Aristoteles sehr beeindruckt. In seinen unveröffentlichten autobiografischen Notizen erinnerte sich Hayek an eine gewisse Distanz zu seinen jüngeren Brüdern, die nur wenige Jahre jünger waren als er. Hayek glaubte, dass sie einer anderen Generation angehörten. Er zog es stattdessen vor, mit Erwachsenen in Kontakt zu treten.

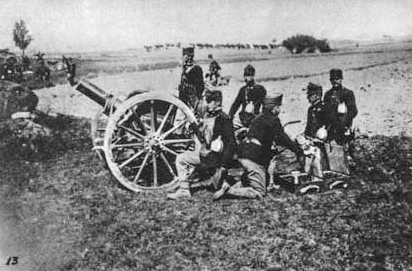
Österreichisch-ungarische Artillerieeinheit 1914

1917 trat Hayek einem Artillerie-Regiment der österreichisch-ungarischen Armee bei und kämpfte im Ersten Weltkrieg an der italienischen Front. Ein Großteil seiner Kriegszeit verbrachte er als Spotter in einem Flugzeug. Hayek erlitt während des Krieges einen Gehörschaden am linken Ohr und wurde später für Tapferkeit ausgezeichnet. Während dieser Zeit überlebte Hayek auch die Spanische Grippe.
Hayek entschied sich dann für eine akademische Karriere, entschlossen, die Fehler zu vermeiden, die zum Krieg geführt hatten. Hayek sagte über diese Erfahrung: „Der entscheidende Einfluss war wirklich der Erste Weltkrieg. Er lenkte meine Aufmerksamkeit auf die Probleme der politischen Organisation.“ Er schwor sich, für eine bessere Welt zu arbeiten.

### Studienzeit

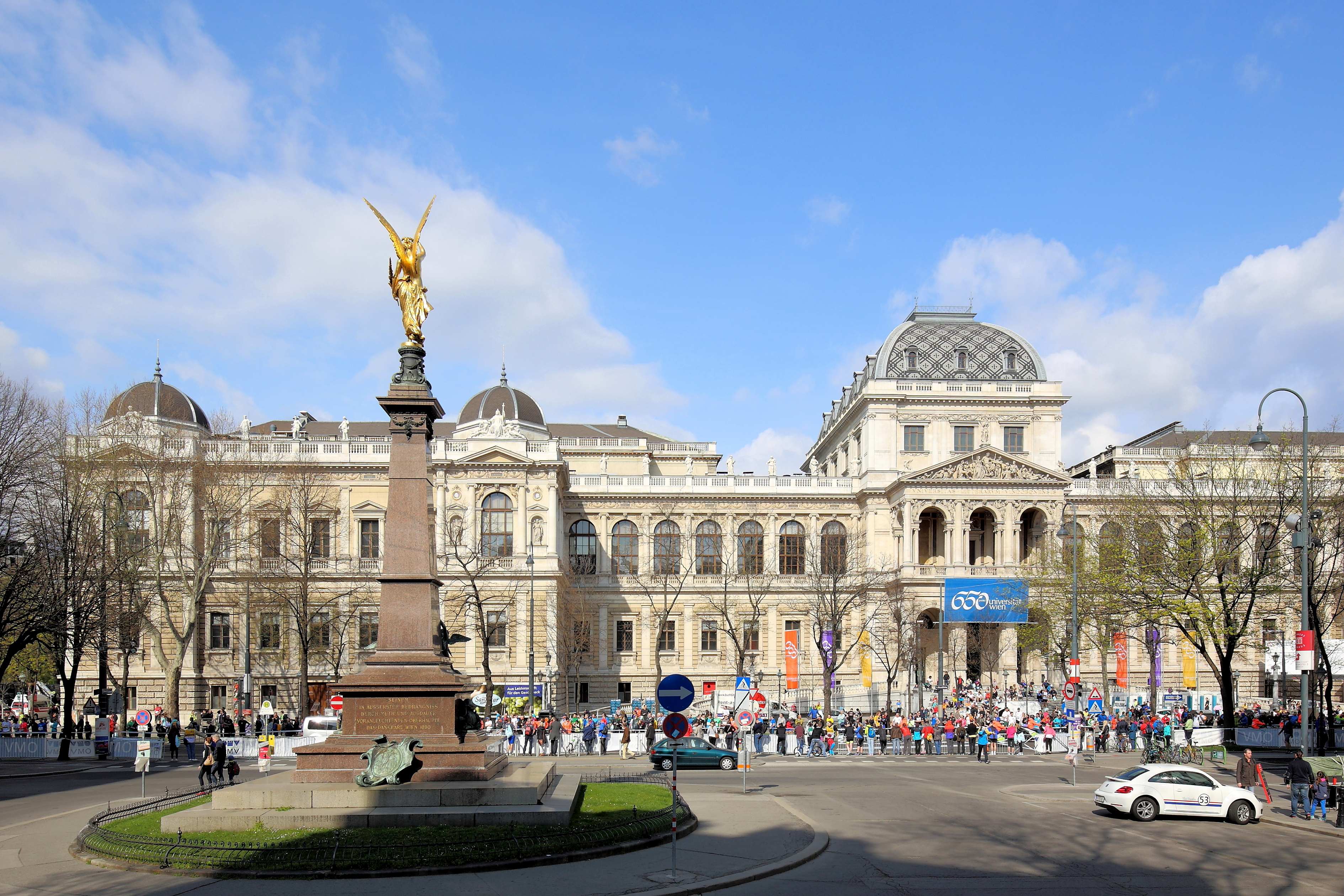
Universität Wien

An der Universität Wien studierte Hayek Philosophie, Psychologie und Wirtschaftswissenschaften. Er war zeitlebens der Ansicht, dass ein guter Ökonom an allen Wissensgebieten interessiert sein sollte. In Der Weg zur Knechtschaft schrieb er etwa: 
Niemand kann ein großer Ökonom sein, der nur Ökonom ist, und ich bin sogar versucht hinzuzufügen, dass der, der ausschließlich Ökonom ist, leicht zum Ärgernis, wenn nicht gar zu einer wirklichen Gefahr wird.
Die Universität erlaubte es den Studenten, ihre Fächer frei zu wählen und es gab kaum obligatorische schriftliche Arbeiten oder Tests, außer den Hauptprüfungen am Ende des Studiums. Am Ende seines Studiums interessierte sich Hayek mehr für Wirtschafts- und Rechtswissenschaften. Er plante, Rechtswissenschaft und Ökonomie zu verbinden, um eine Karriere im diplomatischen Dienst zu beginnen. Er promovierte 1921 und 1923 in Rechtswissenschaften und Staatswissenschaften bei seinem Doktorvater Friedrich von Wieser.
Für kurze Zeit, als die Universität Wien geschlossen wurde, studierte er am Institut für Gehirnanatomie von Constantin von Monakow, wo Hayek einen Großteil seiner Zeit damit verbrachte, Gehirnzellen zu färben. Hayeks Zeit in Monakows Labor und sein tiefes Interesse an der Arbeit von Ernst Mach inspirierten sein erstes intellektuelles Projekt, das schließlich als The Sensory Order (1952) veröffentlicht wurde. Es lokalisierte das konnektive Lernen auf der physiologischen und neurologischen Ebene und lehnte den Sinnesdaten-Assoziationismus der Empiristen und logischen Positivisten ab. Hayek präsentierte seine Arbeit in einem privaten Seminar, das er mit Herbert Furth unter dem Namen Der Geistkreis ins Leben gerufen hatte.
Während Hayeks Jahren an der Universität Wien haben ihn vor allem Carl Mengers Arbeit zur Methode der Sozialwissenschaften und Friedrich von Wiesers charismatische Präsenz im Hörsaal nachhaltig beeinflusst. Hayek wurde von Ludwig von Mises auf Empfehlung von Wieser als Spezialist für die österreichische Regierung eingestellt, der an den rechtlichen und wirtschaftlichen Einzelheiten des Vertrags von Saint Germain arbeitete. Zwischen 1923 und 1924 arbeitete Hayek als wissenschaftlicher Mitarbeiter bei Professor Jeremiah Jenks an der New York University und sammelte makroökonomische Daten über die amerikanische Wirtschaft und die Tätigkeit der Federal Reserve. Er wurde von Wesley Clair Mitchell beeinflusst und startete ein Doktorandenprogramm zu Problemen der Währungsstabilisierung, beendete es aber nicht. Seine Zeit in Amerika war nach eigener Aussage nicht besonders glücklich. Er hatte sehr begrenzte soziale Kontakte, vermisste das kulturelle Leben in Wien und war von seiner Armut geplagt. Die finanzielle Situation seiner Familie verschlechterte sich nach dem Krieg erheblich.
Hayek, der in seiner Jugend dem fabianischen Sozialismus anhing, begeisterte sich anfänglich für die planwirtschaftlichen Vorstellungen Walther Rathenaus und dessen Konzept des demokratischen Sozialismus. Mit zunehmendem Alter fand er den Marxismus jedoch immer rigider, ideologischer und unattraktiver. Seine sozialistische Phase dauerte nach eigenen Angaben etwa bis zu seinem 23. Lebensjahr.
Hayeks ökonomisches Denken verlagerte sich vom Sozialismus hin zum klassischen Liberalismus von Carl Menger und der Österreichischen Schule, nachdem er von Mises’ Buch Die Gemeinwirtschaft gelesen hatte. Einige Zeit nach seiner Lektüre begann Hayek an den privaten Seminaren Mises’ teilzunehmen, wo er bald zum Meisterschüler aufstieg. An Mises’ Privat-Seminar nahmen auch mehrere von Hayeks Universitätsfreunden teil, darunter Fritz Machlup, Alfred Schütz, Felix Kaufmann und Gottfried Haberler, die ebenfalls an Hayeks privatem Seminar Der Geistkreis teilnahmen. In dieser Zeit begegnete er auch dem bekannten politischen Philosophen Eric Voegelin, mit dem er eine langjährige Freundschaft unterhielt.
Im August 1926 heiratete Hayek Hélène Berta Marie (Hella) von Fritsch, die als Sekretärin in einer öffentlichen Behörde arbeitete. Das Paar bekam zwei Kinder.
Ab 1927 leiteten Mises und Hayek gemeinsam das Österreichische Institut für Konjunkturforschung. Hayek forschte, an Mises anschließend, besonders über die Theorie von Konjunkturschwankungen.

### London

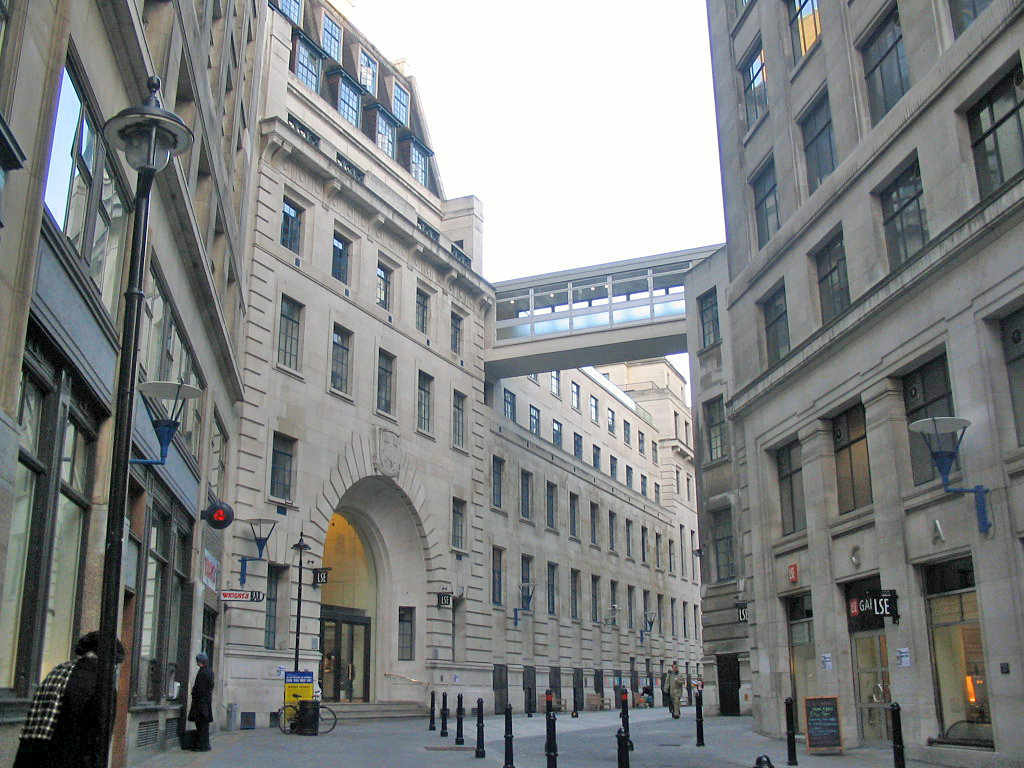
London School of Economics

1931 wurde Hayek von Lionel Robbins an die London School of Economics (LSE) eingeladen. Nach seiner Ankunft in London wurde er schnell als einer der führenden Wirtschaftstheoretiker der Welt anerkannt, und seine Gedanken über die Zeitökonomie von wirtschaftlichen Prozessen und über die Koordinationsfunktion von Preisen inspirierten die bahnbrechenden Arbeiten von John Hicks, Abba P. Lerner, sowie viele andere Entwicklungen der modernen Mikroökonomie. Hayek stand bald im Ruf des wichtigsten intellektuellen Gegenspielers von John Maynard Keynes.
1932 argumentierte Hayek öffentlich, dass private Investitionen ein besserer Weg zu Wohlstand und wirtschaftlicher Koordinierung in Großbritannien seien, als staatliche Ausgabenprogramme. Die Debatte, an der John Maynard Keynes und Lionel Robbins teilnahmen, erschien in The Times. Der Hintergrund dieser Debatte war die damals fast zehn Jahre währende deflationäre Depression in Großbritannien, seit Winston Churchills Entscheidung im Jahr 1925, den Goldstandard wieder einzuführen. Weit über diesen öffentlichen Konflikt hinaus, waren sich Hayek und Keynes in Bezug auf die Ausweitung der Arbeitszeit oder auf die Ökonomie der Arbeit in vielen wesentlichen wissenschaftlichen Fragen nicht einig. Ihre wissenschaftlichen Meinungsverschiedenheiten waren sowohl praktischer als auch grundlegender Natur. Keynes nannte Hayeks Buch Preise und Produktion „eines der schrecklichsten Wirrwarre, die ich je gelesen habe“ und fügte hinzu: „Es ist ein außergewöhnliches Beispiel dafür, wie ein unbarmherziger Logiker, beginnend mit einem Fehler, in Chaos enden kann.“
Unter den Ökonomen, die in den 1930er und 1940er Jahren bei Hayek an der LSE studierten, waren Arthur Lewis, Ronald Coase, William Baumol, John Kenneth Galbraith, Leonid Hurwicz, Abba Lerner, Nicholas Kaldor, George Shackle, Thomas Balogh, Arthur Seldon, Paul Rosenstein-Rodan und Oskar Lange. Einige unterstützten ihn und andere kritisierten seine Ideen. Er unterrichtete auch viele andere LSE-Studenten, darunter David Rockefeller.
Hayek war nicht bereit, nach Österreich zurückzukehren, nachdem der Anschluss es 1938 unter die Kontrolle von Nazi-Deutschland gebracht hatte, und blieb in Großbritannien. Hayek und seine Kinder wurden 1938 britische Staatsbürger. Er hatte diesen Status für den Rest seines Lebens inne, hielt sich aber nach 1950 nicht mehr in Großbritannien auf. Er lebte von 1950 bis 1962 in den Vereinigten Staaten und dann hauptsächlich in Deutschland, aber auch kurz in Österreich.
Hayek half einigen Wissenschaftlern, die aus NS-Deutschland emigrierten, in Großbritannien ihre akademischen Laufbahnen fortzusetzen, darunter Karl Forchheimer und Richard Schüller.
1947 wurde er zum Fellow der Econometric Society gewählt.
Im selben Jahr lud Hayek 36 dem Liberalismus nahestehende Gelehrte zu einem Treffen am Mont Pèlerin in der Schweiz ein, woraus die Mont Pèlerin Society (MPS) hervorging. Hayek war von 1947 bis 1960 Präsident, ab 1960 Ehrenpräsident dieser Organisation.
Nach dem Ende des Zweiten Weltkriegs nahm Hayek eine Beziehung zu seiner Cousine auf, hielt sie jedoch bis 1948 geheim. Hayek und Fritsch ließen sich im Juli 1950 scheiden und Friedrich August heiratete seine Cousine Helene Bitterlich, mit der er bis zu seinem Tod verheiratet war. Die Scheidung verursachte einen Skandal an der LSE. Einige Wissenschaftler weigerten sich, weiter mit Hayek zu arbeiten.

### Chicago

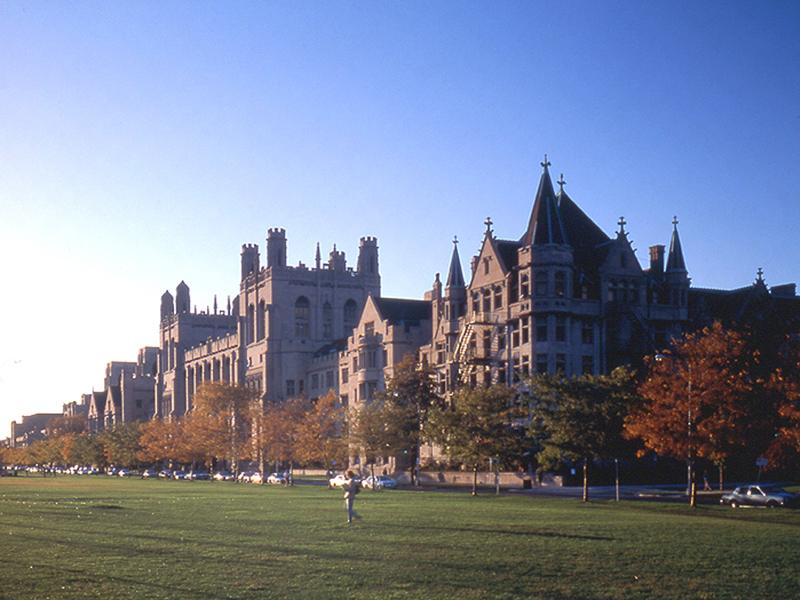
University of Chicago

1950 verließ Hayek die London School of Economics. Nachdem er das akademische Jahr 1949–1950 als Gastprofessor an der University of Arkansas verbracht hatte, wurde er von der University of Chicago angestellt, wo er Professor im Komitee für soziales Denken wurde. Hayeks Gehalt wurde nicht von der Universität finanziert, sondern von einer externen Stiftung, dem William Volker Fund.
Hayek hatte in den 1940er Jahren mit vielen Kollegen von der Universität von Chicago Kontakt aufgenommen, wo sein Der Weg zur Knechtschaft einen entscheidenden Einfluss auf das ökonomische und politische Denken von Milton Friedman und anderen fand. Hayek führte an der Universität von Chicago eine Reihe wichtiger Fakultätsseminare durch, und eine Reihe von Wissenschaftlern arbeitete an Forschungsprojekten, die mit Hayeks eigenen Projekten sympathisierten, wie beispielsweise Aaron Director, der an der Chicago School aktiv war. Ihm gelang es später das einflussreiche „Law and Society“ -Programm an der University of Chicago Law School zu etablieren. Hayek und Friedman arbeiteten gemeinsam bei der Intercollegiate Society of Individualists zusammen, die später in das Intercollegiate Studies Institute umbenannt wurde, eine amerikanische Studentenorganisation, die sich libertären Ideen widmet.
Obwohl sie die meisten politischen Überzeugungen teilten und sich lediglich in geldpolitischen Fragen uneinig waren, arbeiteten Hayek und Friedman in getrennten Universitätsabteilungen mit unterschiedlichen Forschungsinteressen und entwickelten nie eine enge Arbeitsbeziehung. Trotz ihrer gelegentlichen sozialen Interaktion standen sie sich nicht persönlich nahe. Alan O. Ebenstein, der Biografien sowohl von Friedman als auch von Hayek schrieb, vermutete eine engere Freundschaft mit Keynes als mit Friedman.
Hayeks erstes Seminar in Chicago war über Wissenschaftsphilosophie, an dem viele der bedeutendsten Wissenschaftler der Universität von Chicago teilnahmen, darunter Enrico Fermi, Sewall Wright und Leó Szilárd. Während seiner Zeit in Chicago beschäftigte er sich mit Wissenschafts-, Wirtschafts-, Politik- und Ideengeschichte. Hayek erhielt 1954 ein Guggenheim-Stipendium.
Nachdem er ein Buch über John Stuart Mills Briefe herausgegeben hatte, plante er, zwei Bücher über die liberale Ordnung zu veröffentlichen: Die Verfassung der Freiheit und „Die schöpferischen Kräfte einer freien Zivilisation“ (schließlich der Titel für das zweite Kapitel der Verfassung der Freiheit). Er vollendete die Verfassung der Freiheit im Mai 1959 und die Veröffentlichung folgte im Februar 1960. Hayek war enttäuscht, dass das Buch nicht die gleiche begeisterte Rezeption erhielt, wie Der Weg zur Knechtschaft 16 Jahre früher.
Er verließ Chicago hauptsächlich aus finanziellen Gründen, weil er sich Sorgen um seine Altersvorsorge machte. Seine Haupteinnahmequelle war sein Gehalt, neben Tantiemen aus Buchveröffentlichungen, jedoch verzichtete er auf das Schreiben von Lehrbüchern. Er gab sehr viel Geld auf seinen häufigen Reisen aus. Er verbrachte regelmäßig den Sommer in den österreichischen Alpen, wo er gewöhnlich im Tiroler Dorf Obergurgl wohnte und in den Bergen wanderte. Er besuchte Japan viermal und unternahm Reisen nach Tahiti, Fidschi, Indonesien, Australien, Neukaledonien und Sri Lanka. Die Scheidung von seiner Frau führte zu einer erheblichen finanziellen Belastung, und, wie er erwähnte, verlor er durch einen finanziellen Betrug eine große Summe Geld.

### Freiburg und Salzburg

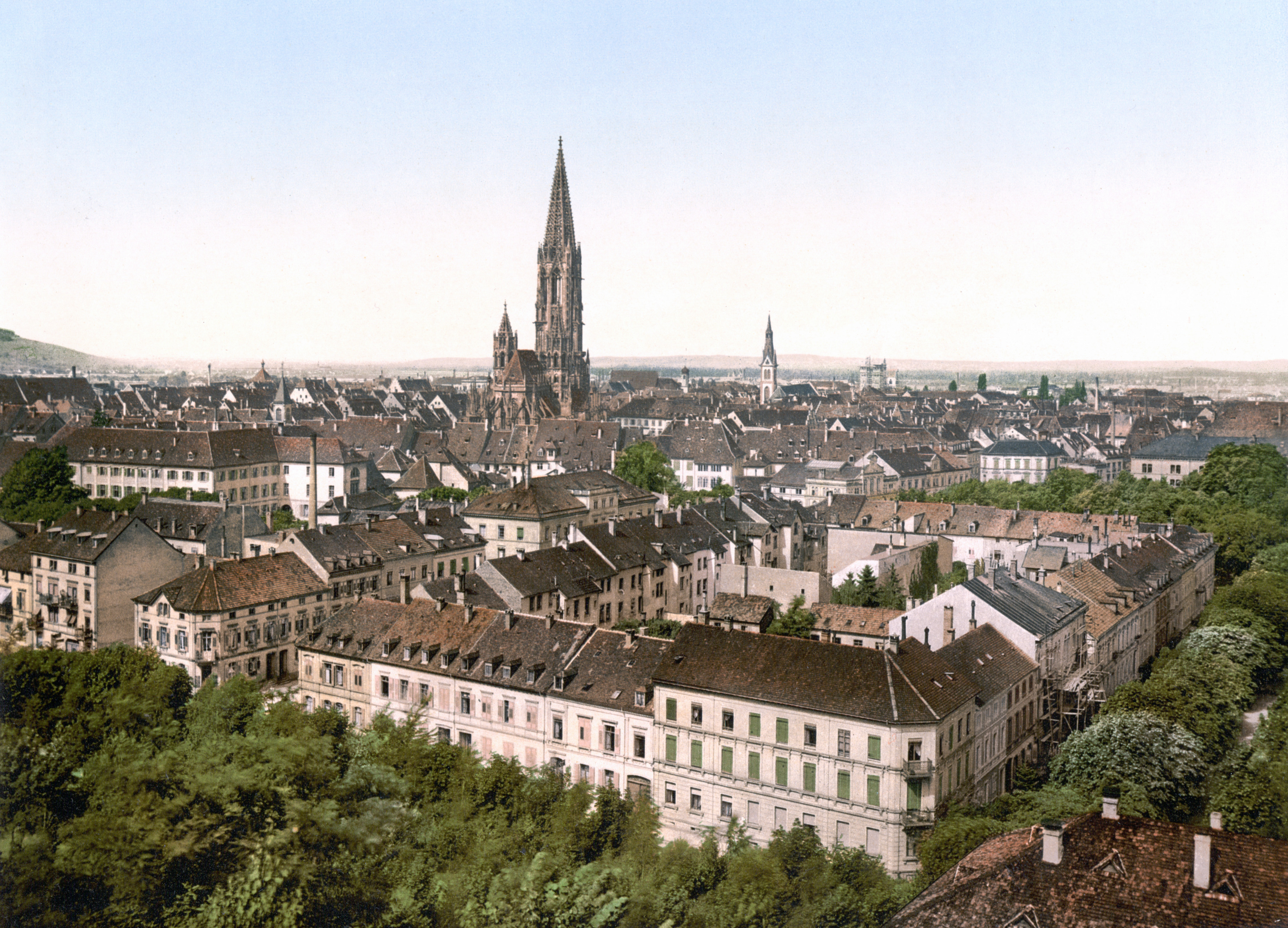
Freiburg im Breisgau

Von 1962 bis zu seiner Pensionierung 1968 war er Professor an der Universität Freiburg, wo er mit der Arbeit an seinem nächsten Buch, Recht, Gesetzgebung und Freiheit, begann. Kurz darauf wurde er Vorstandsmitglied des Walter Eucken Instituts (Freiburger Schule). Von 1965 bis 1970 war er Mitglied des Beirats der Friedrich-Naumann-Stiftung. Hayek betrachtete seine Jahre in Freiburg als „sehr produktiv“. Nach seiner Pensionierung verbrachte Hayek ein Jahr als Gastprofessor für Philosophie an der University of California in Los Angeles, wo er seine Arbeit zu Recht, Gesetzgebung und Freiheit fortsetzte und ein gleichnamiges Graduiertenseminar und ein weiteres Seminar zur Philosophie der Sozialwissenschaften anbot. Die vorläufigen Entwürfe des Buches wurden 1970 fertiggestellt, aber Hayek entschied sich, seine Entwürfe zu überarbeiten, und brachte das Buch schließlich 1973, 1976 und 1979 in drei Bänden zur Veröffentlichung.

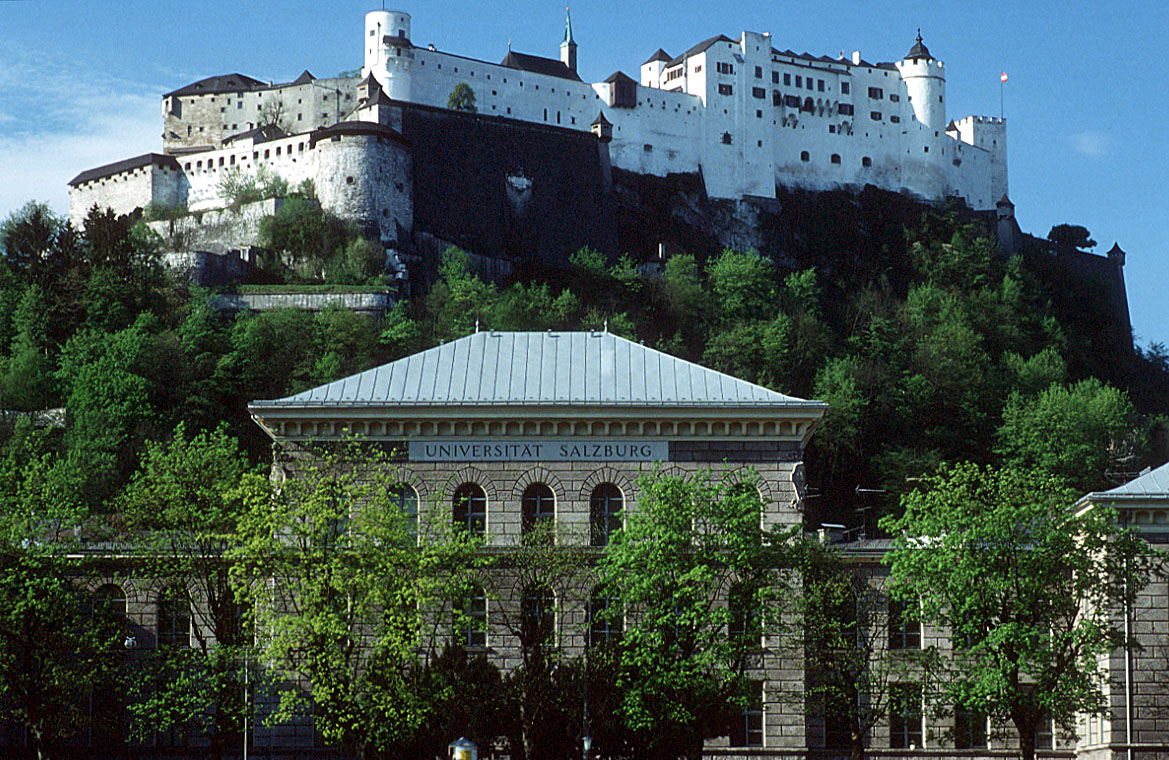
Universität Salzburg

Hayek wurde von 1969 bis 1977 Professor an der Universität Salzburg und kehrte dann nach Freiburg zurück, wo er den Rest seiner Tage verbrachte. Als Hayek 1977 Salzburg verließ, schrieb er: „Ich habe einen Fehler mit meinem Umzug nach Salzburg gemacht“. Die Wirtschaftsabteilung war zu klein und die Bibliothekseinrichtungen unzureichend.
Hayek litt ab 1969 an schlechter Gesundheit und einer schweren Depression, bei der sich eine gewisse Besserung nach 1974 einstellte. Er hatte zwei Herzinfarkte (einer davon bereits 1960), die erst im Nachhinein entdeckt und später falsch diagnostiziert wurden. Er nahm auch Medikamente gegen Depressionen. Sein Gehör nahm ab, was sein soziales Leben beeinträchtigte und ihn zwang, seine Theaterfreude aufzugeben. Seine Arbeit litt auch, er verbrachte Jahre damit, keine anspruchsvollen Arbeiten zu publizieren, und gelegentlich fühlte er sich so unwohl, dass er nicht aufstehen konnte. In Momenten, in denen er sich besser fühlte, arbeitete er weiter an Recht, Gesetzgebung und Freiheit.

### Alfred-Nobel-Gedächtnispreis

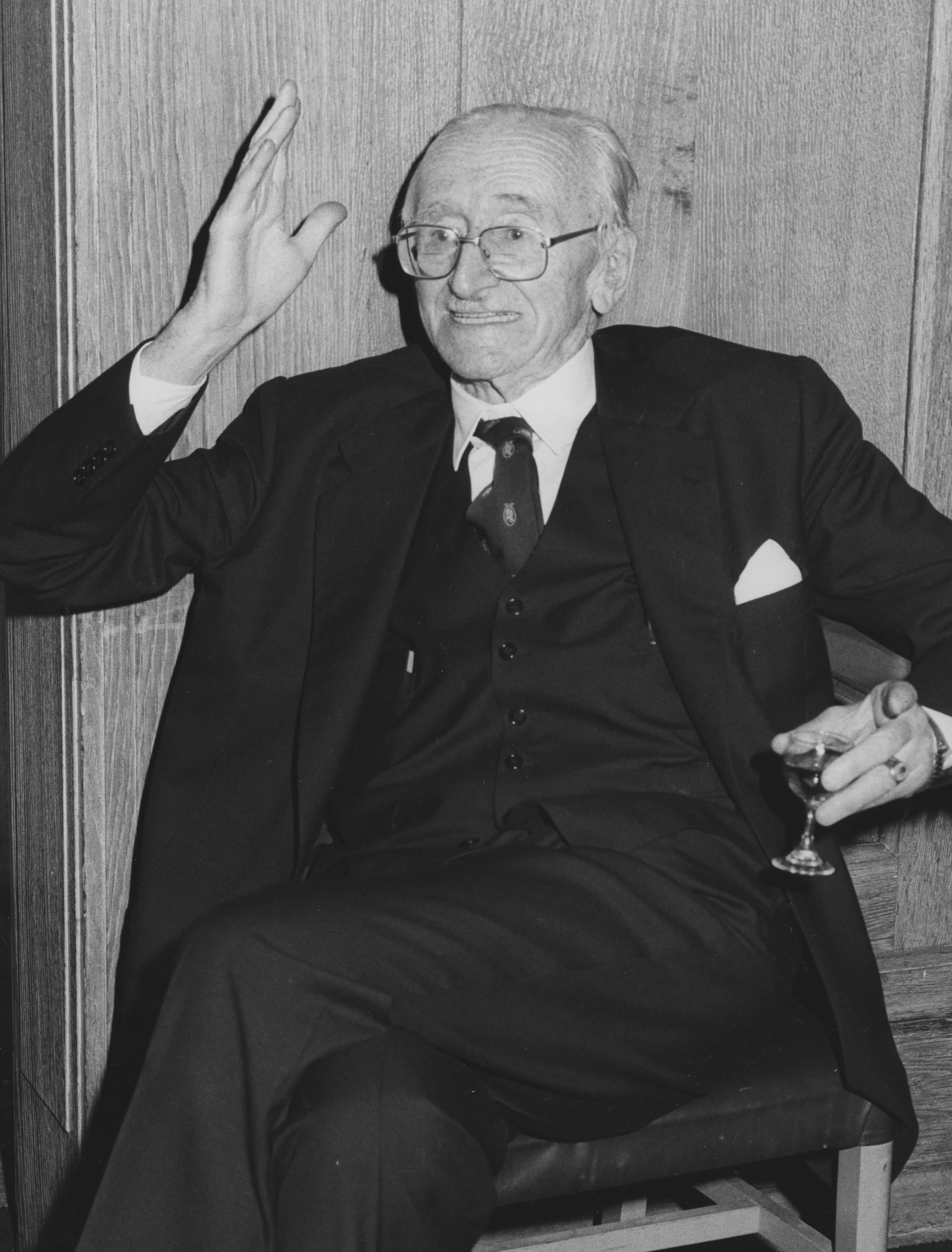
Hayek 1981

Am 9. Oktober 1974 wurde bekannt gegeben, dass Hayek zusammen mit dem schwedischen Ökonomen Gunnar Myrdal den Alfred-Nobel-Gedächtnispreis für Wirtschaftswissenschaften erhalten würde. Die Auszeichnung erfolgte „für ihre Pionierarbeit auf dem Gebiet der Geld- und Konjunkturtheorie und ihre tiefgründige Analyse des Zusammenhangs von wirtschaftlichen, gesellschaftlichen und institutionellen Erscheinungen“. Hayek war überrascht über die Auszeichnung und glaubte, dass er sie zusammen mit Myrdal erhalten hatte, damit das Komitee zwei Personen mit gegensätzlichen politischen Ansichten auszeichnen könne. Der Alfred-Nobel-Gedächtnispreis für Wirtschaftswissenschaften wurde erst 1968 ins Leben gerufen und Hayek war der erste nicht-keynesianische, liberale Wirtschaftswissenschaftler, der ihn gewann.
Während der Nobelverleihung im Dezember 1974 traf Hayek den russischen Dissidenten Alexander Solschenizyn. Hayek schickte ihm später eine russische Übersetzung von Der Weg zur Knechtschaft. Bei seiner Preisverleihung zeigte er sich besorgt über die Gefahr, die die Autorität des Preises für einen Ökonomen bedeuten würde. Der Preis brachte ein viel größeres öffentliches Bewusstsein für die damals kontroversen Ideen von Hayek und wurde von seinem Biographen als größtes verjüngendes Ereignis in seinem Leben bezeichnet.

### Britische Politik

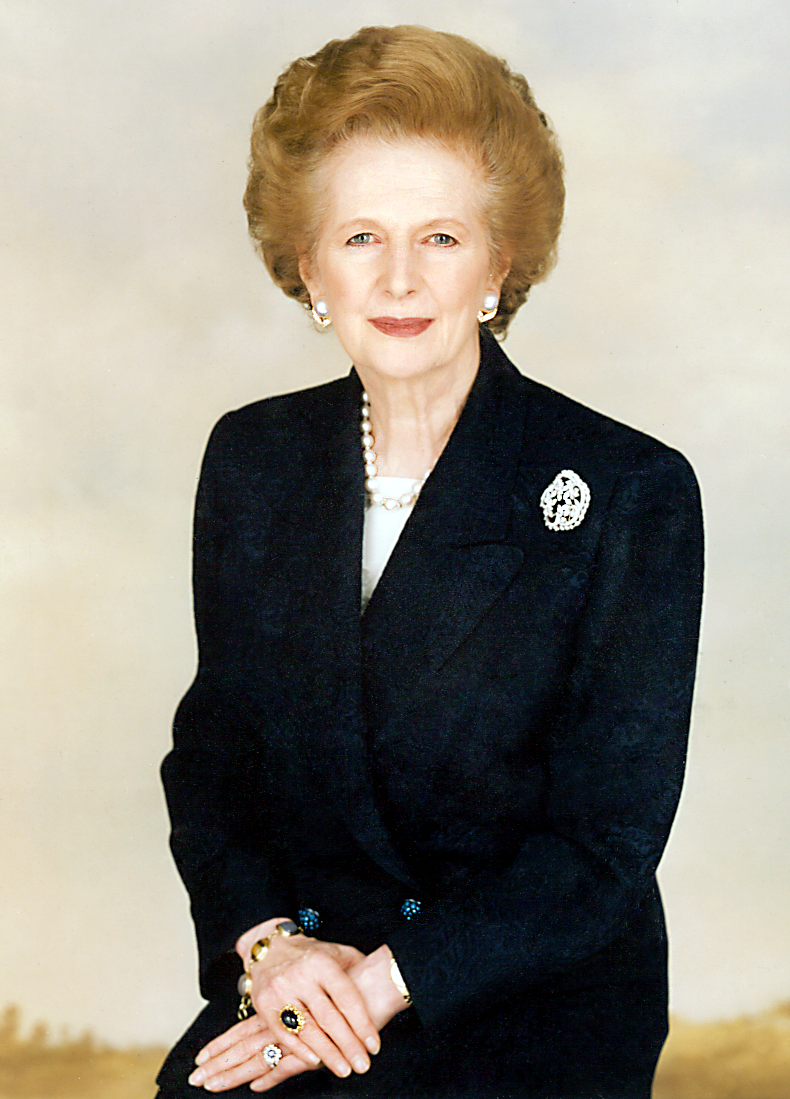
Margaret Thatcher

Im Februar 1975 wurde Margaret Thatcher zur Vorsitzenden der British Conservative Party gewählt. Das Institute of Economic Affairs arrangierte kurz darauf ein Treffen zwischen Hayek und Thatcher in London. Während Thatchers einzigem Besuch im Conservative Research Department im Sommer 1975 hatte ein Redner einen Artikel vorbereitet, warum der „mittlere Weg“ der pragmatische Weg war, den die konservative Partei einschlagen sollte, um die Extreme von links und rechts zu vermeiden. Bevor er fertig war, griff Thatcher in ihre Aktentasche und holte ein Buch heraus: Es war Hayeks Die Verfassung der Freiheit. Sie unterbrach den Vortragenden und hielt das Buch hoch, damit alle es sehen konnten. „Das“, sagte sie streng, „ist woran wir glauben.“ und schlug Hayeks Buch auf den Tisch.
Trotz seiner medialen Darstellung als Thatchers Guru und Macht hinter dem Thron war die Kommunikation zwischen Hayek und der Premierministerin nicht sehr regelmäßig – sie sahen sich nur ein- oder zweimal im Jahr. Neben Thatcher hatte Hayek bedeutenden Einfluss auf die Politiker Enoch Powell, Keith Joseph, Nigel Lawson, Geoffrey Howe und John Biffen.
Hayek wurde 1978 kontrovers diskutiert, als er Thatchers restriktiven Vorschlag zur Einwanderungspolitik in einem Artikel lobte, der ihm zahlreiche Vorwürfe des Antisemitismus und Rassismus einbrachte, weil er über die Unfähigkeit der Assimilation osteuropäischer Juden im Wien seiner Jugend reflektierte. Er verteidigte sich, indem er erklärte, dass er keine rassistischen Urteile fällte, sondern nur die Probleme der Akkulturation hervorhob.
Hayek unterstützte Großbritannien im Falklandkrieg und schrieb, dass es gerechtfertigt sei, argentinisches Territorium anzugreifen, anstatt nur die Inseln zu verteidigen. Dies brachte ihm in Argentinien, einem Land, das er auch mehrmals besuchte, viel Kritik ein. Er war auch unzufrieden mit der schwachen Reaktion der Vereinigten Staaten auf die Geiselnahme von Teheran und forderte, dass ein Ultimatum gestellt und der Iran notfalls bombardiert werden sollte. Er unterstützte Ronald Reagans Entscheidung, hohe Verteidigungsausgaben beizubehalten und glaubte, dass ein starkes US-Militär eine Garantie für den Weltfrieden sei und notwendig, um die Sowjetunion unter Kontrolle zu halten. Präsident Reagan nannte Hayek als einen der zwei oder drei Personen, die sein Denken am meisten beeinflusst hätten, und begrüßte ihn einige Male als besonderen Gast im Weißen Haus.

### Späteres Leben und Tod

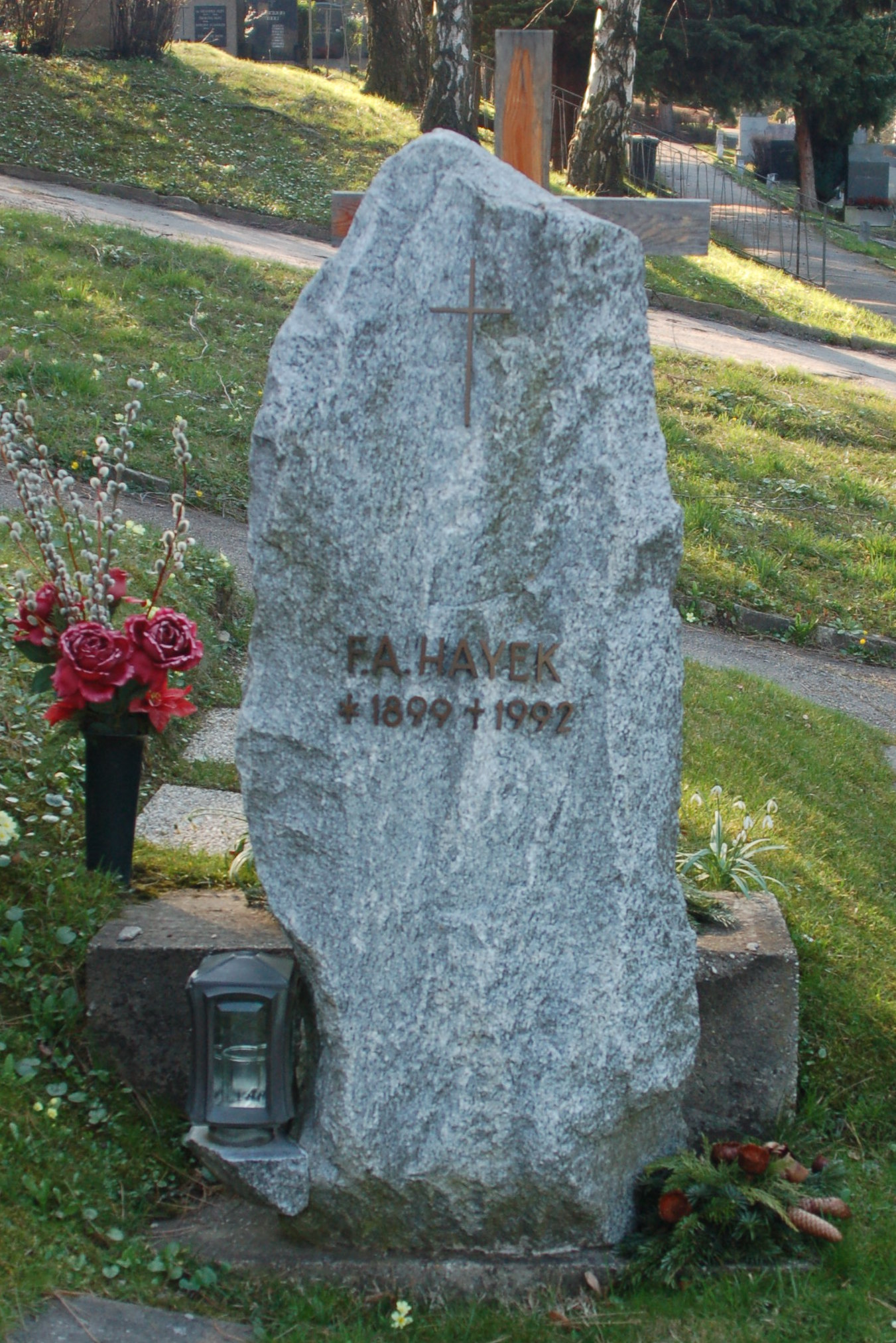
Grab Hayeks in Wien

Nach seiner Scheidung besuchte Hayek seine Kinder selten, war jedoch nach seinem Umzug nach Freiburg wieder regelmäßiger in Kontakt mit ihnen. Hayeks Sohn Laurence Hayek (1934–2004) war ein bekannter Mikrobiologe. Seine Tochter Christine war Entomologin am British Museum of Natural History und kümmerte sich in seinen letzten Jahren nachlassender Gesundheit um ihn.
In den Jahren 1977 und 1981 besuchte er Chile, wo er unter anderem mit dem Diktator Augusto Pinochet persönlich sprach, dessen Regime er daraufhin in verschiedenen Artikeln zu verteidigen suchte – wider besseres Wissen ohne Hinweis auf die unter Pinochet verübten Menschenrechtsverbrechen.
1991 wurde ihm die Presidential Medal of Freedom, die höchste zivile Auszeichnung der USA, verliehen.
Hayek hatte ein lebenslanges Interesse an Biologie und befasste sich auch mit Ökologie und Umweltschutz. Nachdem er den Alfred-Nobel-Gedächtnispreis erhalten hatte, bot er seinen Namen an, um den World Wildlife Fund, die National Audubon Society und den National Trust zu unterstützen.
Hayek starb 1992 in Freiburg. Begraben ist er in Wien auf dem Neustifter Friedhof (Gruppe 1, Reihe 17, Nummer 11).

## Werk

### Konjunkturtheorie
Hayeks makroökonomische Forschung betraf Kapital, Geld und den Konjunkturzyklus. Hayeks Lehrer Ludwig von Mises hatte in seiner Theorie des Geldes und der Umlaufsmittel (1924) das Konzept des Grenznutzens auf den Wert des Geldes angewendet. Dort schlug Mises auch eine Erklärung für „konjunkturelle Schwankungen“ vor, die auf den Ideen der alten British Currency School und dem schwedischen Ökonomen Knut Wicksell basierten. Hayek nutzte dieses Werk als Ausgangspunkt für seine eigene Interpretation des Konjunkturzyklus und erarbeitete die später als österreichische Konjunkturtheorie bekannte Darstellung. In Preise und Produktion (1931) argumentierte Hayek, dass der Konjunkturzyklus aus der inflationären Kreditausweitung der Zentralbank und ihrer Übertragung im Zeitverlauf resultiere, was zu einer Fehlallokation von Kapital aufgrund der künstlich niedrigen Zinssätze führe. Hayek behauptete, dass die Instabilität der Marktwirtschaft in der Vergangenheit die Folge der staatlichen Unterdrückung des Marktmechanismus sei.
1929 wurde Lionel Robbins Leiter der London School of Economics (LSE). Robbins war bestrebt, ökonomische Alternativen zur einflussreichen Cambridge School zu fördern. Er lud Hayek ein, und dieser arbeitete ab 1931 an der Fakultät an der LSE. Laut Nicholas Kaldor „faszinierte Hayeks Theorie der Zeitstruktur des Kapitals und des Konjunkturzyklus zunächst die akademische Welt“ und schien ein weniger „einfaches und oberflächliches“ Verständnis anzubieten als die Makroökonomie der Cambridge School.
1931 kritisierte Hayek John Maynard Keynes’ Abhandlung über Geld (1930) in seinen Reflexionen über die reine Theorie von Herrn J. M. Keynes und veröffentlichte seine Vorlesungen an der LSE in Buchform als Preise und Produktion. Für Keynes sind Arbeitslosigkeit und ungenutzte Ressourcen auf einen Mangel an aggregierter Nachfrage zurückzuführen, für Hayek jedoch auf eine frühere nicht nachhaltige Episode von billigem Geld und künstlich niedrigen Zinssätzen.
Hayeks Analyse basierte auf Eugen Böhm von Bawerks Konzept der „durchschnittlichen Produktionsdauer“ und auf den Auswirkungen, die die Geldpolitik auf sie haben könnte. In Übereinstimmung mit den Überlegungen, die später in seinem Aufsatz The Use of Knowledge in Society (1945) dargelegt wurden, argumentierte Hayek, dass eine monopolistische Regierungsbehörde wie eine Zentralbank weder über die relevanten Informationen verfügen könne, um die Geldmenge zu steuern, noch über die Fähigkeit verfüge, die Informationen richtig einzusetzen. Hayek baute dabei die Konjunkturtheorie Ludwig von Mises’ weiter aus.
Hayeks Analyse basiert dabei grundsätzlich auf der traditionellen Gleichgewichtstheorie. Einfluss übte dabei auch die Theorie Knut Wicksells aus; demnach beruhen Ungleichgewichtsprozesse auf dem Auseinanderklaffen von natürlichem Zinssatz und dem von den Banken festgelegten Zins (die Kreditzinsen weichen von dem Niveau ab, das sich auf unbeeinflussten Kapitalmärkten eingestellt hätte). Grundlegend für von Hayeks Konjunkturtheorie sind folgende Überlegungen: Durch freiwilliges Sparen verringert sich die Nachfrage nach Konsumgütern. Der relative Preis der Konsumgüter sinkt. Die Kapitalbildungsquote steigt, wodurch der Geldzins sinkt. Sinken die Kapitalkosten, so wird die Investition in ergiebigere Produktionsmittel lohnender (Ricardo-Effekt). Solange dies auf freiwilligem Sparen basiert, strebt die Wirtschaft einem Gleichgewicht entgegen.
Sinkt durch Kreditexpansion der Geldzins unter den natürlichen Zinssatz, steigen die Investitionen in Produktionsmittel. Der verringerten Konsumgüterproduktion steht eine gleichbleibende Nachfrage entgegen. Der Konsumgüterverzicht führt zu „erzwungenem Sparen“, das den von den Investoren beanspruchten Ressourcen entspricht. Mit der dadurch verursachten Preissteigerung erreicht das Wirtschaftshoch einen kritischen Punkt: Die Konsumgüterpreise steigen bei nunmehr steigendem Zins. Die einzigen Lösungen sind für von Hayek die weitere Kreditexpansion, um die Abnahme der Kapitalgüternachfrage zu vermeiden, oder der schmerzhafte, aber dauerhaft unvermeidbare Prozess der Rezession. In der Rezession gleicht sich das intersektorale Ungleichgewicht der tatsächlichen Nachfragestruktur wieder an (monetäre Überinvestitionstheorie). Im Unterschied zum Monetarismus sieht von Hayek die Ursache für die Entstehung von Rezessionen im Zusammenspiel der monetären Phänomene und der realen Produktionsstruktur. Durch die Weltwirtschaftskrise sah von Hayek seine Arbeiten bestätigt.
Nach Hayek sind Konjunkturzyklen die Folge von Abweichungen des Geldzinssatzes vom „natürlichen Zinssatz“, das heißt dem Zinssatz, bei dem Ersparnis und Investition sich ausgleichen. Es bildet sich eine Differenz zwischen beiden Größen, die durch zusätzliche Liquidität gedeckt werden muss. Diese ermöglicht es den Unternehmen, Projekte zu finanzieren, die zuvor nicht rentabel gewesen wären. Die Wirtschaftsleistung weitet sich dadurch stärker aus, als es im natürlichen Fall möglich gewesen wäre. Die zusätzliche Liquidität führt jedoch nach einiger Zeit zu steigenden Preisen. Passen sich die Wirtschaftssubjekte daran an, steigen die Zinsen. Investitionsprojekte, die sich zum bisherigen Geldzinssatz ausgezahlt hätten, müssen abgebrochen werden. Es kommt zum Crash.
Keynes bat seinen Freund Piero Sraffa, auf Hayek zu antworten. Sraffa ging auf die Auswirkungen inflationsbedingter „erzwungener Ersparnisse“ auf den Kapitalsektor und auf die Definition eines „natürlichen“ Zinssatzes in einer wachsenden Wirtschaft ein (Sraffa-Hayek-Debatte). Andere, die kritisch auf Hayeks Arbeiten zum Konjunkturzyklus reagierten, waren John Hicks, Frank Knight, Gunnar Myrdal und Milton Friedman.
Nicholas Kaldor schrieb später, dass Hayeks Preise und Produktion „eine bemerkenswerte Anzahl von Kritikern“ hervorgebracht hätte und dass die Gesamtzahl der Seiten in britischen und amerikanischen Fachzeitschriften, die der daraus resultierenden Debatte gewidmet waren, „in den wirtschaftlichen Kontroversen der Vergangenheit selten erreicht wurde“.
Hayek setzte seine Forschungen zur Geld- und Kapitaltheorie fort und überarbeitete seine Theorien über die Beziehungen zwischen Kreditzyklen und Kapitalstruktur in Profits, Interest and Investment (1939) und The Pure Theory of Capital (1941), aber sein Ruf als Wirtschaftstheoretiker war derart schlecht, dass diese Werke weitgehend ignoriert wurden, abgesehen von sehr negativen Kritiken von Nicholas Kaldor.
Der späte Hayek macht für Abweichungen des Zinssatzes vor allem die Zentralbanken verantwortlich, denen es aus politischen Gründen nicht gelingen kann, den Geldwert in einem Maß stabil zu halten, mit dem sich Krisen vermeiden lassen. Aus diesem Grund befürwortet er, die Produktion von Zahlungsmitteln in private Hände zu legen. Ihm gelang es mit einer Reihe von Texten wie The Denationalisation of Money (1978) und Choice in Currency (1976) die Debatte um Free Banking neu zu beleben.
1974 erhielt Hayek für seine Arbeiten zur Konjunkturtheorie den Alfred-Nobel-Gedächtnispreis für Wirtschaftswissenschaften.
Hayeks Arbeiten zu makroökonomischen Themen unterscheiden sich stark von den Meinungen des Mainstreams. Die Österreichische Konjunkturtheorie wird heute von den meisten Ökonomen abgelehnt.

### Koordinationsproblem
Hayek argumentiert, dass die Marktwirtschaft der Zentralverwaltungswirtschaft aus sachlogischen Gründen überlegen ist. In zentral-verwalteten Wirtschaften muss eine Einzelperson oder eine ausgewählte Gruppe von Einzelpersonen die Verteilung der Ressourcen bestimmen. Diese Planer verfügen jedoch nie über genügend Wissen und Informationen, um diese Zuordnung zuverlässig durchzuführen. Das Argument, welches zuerst von Max Weber vorgeschlagen wurde, besagt folgendes: Der effektive Austausch und die effiziente Nutzung von Ressourcen kann nur durch den Preismechanismus auf freien Märkten aufrechterhalten werden.
1935 veröffentlichte Hayek Collectivist Economic Planning (1935), eine Sammlung von Aufsätzen aus einer früheren Debatte, die von Mises initiiert worden war. Hayek schloss Mises’ Aufsatz ein, worin dieser argumentierte, dass eine rationale Planung im Sozialismus unmöglich sei.
Einige Sozialisten wie H. D. Dickinson und Oskar Lange antworteten mit der Berufung auf das allgemeine Gleichgewichtsmodell, welches Mises’ These widerlegen sollte. Sie stellten fest, dass der Unterschied zwischen einem zentral geplanten und einem freien Marktsystem darin bestünde, wer für die Lösung der Gleichungen verantwortlich sei. Sie argumentierten, dass wenn einige der von sozialistischen Verwaltern gewählten Preise falsch wären, Überproduktion oder Engpässe auftreten würden, was ihnen signalisieren würde, die Preise wie auf einem freien Markt nach oben oder unten anzupassen. Durch einen solchen Versuch und Irrtum könnte eine sozialistische Wirtschaft die Effizienz eines freien Marktsystems nachahmen und gleichzeitig seine vielen Probleme vermeiden.
Hayek stellte diese Idee in einer Reihe von Beiträgen in Frage. In Economics and Knowledge (1937) wies er darauf hin, dass die Standardgleichgewichtstheorie davon ausgeht, dass alle Agenten vollständige und korrekte Informationen haben. In der realen Welt haben verschiedene Individuen jedoch unterschiedliche Kenntnisse und darüber hinaus ist ein Teil dessen, was sie für richtig halten, falsch. Daher könne das allgemeine Gleichgewichtsmodell keine korrekte Praxisanweisung liefern.
In The Use of Knowledge in Society (1945) argumentierte Hayek, dass der Preismechanismus dazu dient, lokales und persönliches Wissen zu sammeln, zu verteilen und über den gesamten Markt zu kommunizieren. Die Marktteilnehmer sollen somit durch das Prinzip der spontanen Selbstorganisation verschiedene komplizierte Koordinationsprobleme lösen können. Er kontrastierte die Verwendung des Preismechanismus mit der zentralen Planung und argumentierte, dass das Preissystem eine schnellere Anpassung an Verfügbarkeitsänderungen von Ressourcen ermögliche. So bereitete Hayek die Voraussetzungen für Oliver Williamsons späteren Kontrast zwischen Märkten und Hierarchien als alternativen Koordinierungsmechanismen für wirtschaftliche Transaktionen. Auch das Konzept der Weisheit der Vielen (eng. wisdom of the crowds) geht auf Hayeks Überlegungen zurück. Hayek benutzte den Begriff der Katallaktik, um ein „selbstorganisierendes System der freiwilligen Zusammenarbeit“ zu beschreiben.

### Kritik des Kollektivismus
Hayek war einer der führenden Kritiker des Kollektivismus im 20. Jahrhundert. Hayek argumentierte, dass alle Formen des Kollektivismus nur von einer zentralen Behörde aufrechterhalten werden könnten. Im methodischen Mittelpunkt seiner Arbeit steht bei ihm immer das Wissensproblem, welches seine sozialwissenschaftliche Arbeit mit seinem Interesse für Psychologie verbindet. Schon in den 1920er-Jahren argumentierte er, dass in einer arbeitsteiligen Gesellschaft auch das Wissen aufgeteilt sei und einzelne Planer das Gesamtsystem nicht bis ins Detail überblicken könnten. Eine Zentralverwaltungswirtschaft könne also prinzipiell nicht funktionsfähig sein bzw. müsse einer Marktwirtschaft weit unterlegen sein. Seine Theorie erweiterte er später um anthropologische, kulturelle und informationstheoretische Überlegungen. Er bezweifelte dabei nicht, dass Kollektivisten wie Sozialisten moralisch anspruchsvolle Ziele verfolgten, nur hielt er den vorgeschlagenen Weg, insbesondere jede Art von staatlichen Eingriffen in die Wirtschaft, für gefährlich.
1944 erschien Hayeks Der Weg zur Knechtschaft in England. In diesem Werk legte er dar, dass der Nationalsozialismus in Deutschland und der Faschismus in Italien nicht – wie sozialistische Intellektuelle behaupteten – Formen der kapitalistischen Reaktion seien, sondern Weiterentwicklungen des Sozialismus. Ziel des Buches war es laut Hayek, die damals gegen den Liberalismus tendierende Mehrheitsmeinung umzukehren und sie für die Gefahren des Sozialismus zu sensibilisieren. Hayeks Hauptargument ist, dass alle Arten von Kollektivismus wie Sozialismus und Planwirtschaft zwangsläufig im Widerspruch zu liberalen Individualrechten und rechtsstaatlichen Prinzipien stehen. Die Gewaltherrschaft in den totalitären Staaten sei also nicht Folge von besonderer Bosheit der entsprechenden Völker, sondern die Umsetzung der sozialistischen Lehre einer geplanten Wirtschaft. Diese führe notwendig zu Unterdrückung, selbst wenn dies nicht die ursprüngliche Absicht der Sozialisten war.
Hayek empfand ausgesprochene Sympathie für die Leistungen von Ludwig Erhard bei der „Wiederherstellung einer freien Gesellschaft in Deutschland“, lehnte aber den Begriff „Soziale Marktwirtschaft“ ab. Hayek war aber keineswegs auf der Linie der Vordenker der Sozialen Marktwirtschaft wie Walter Eucken oder Müller-Armack und in offenem Streit mit Röpke und Rüstow. Friedrich Kießling und Bernhard Rieger betonen eine zunehmende Entfremdung, die sich auch in der Mont Pèlerin Society zeigte, wo sich zwei Flügel bildeten. Der sich radikalisierende amerikanische Flügel um von Hayek, von Mises und Friedman befürwortete eine „adjektivlose“ Marktwirtschaft ohne Staatseingriffe. Demgegenüber stand der vornehmlich von Rüstow, Röpke und Müller-Armack repräsentierte deutsche Flügel, der für die Soziale Marktwirtschaft und eine aktivere Verantwortung des Staates als umfassende Sozial-, Vital- und Gesellschaftspolitik eintrat. Diese warfen dem amerikanischen Flügel Verrat an den eigentlichen Zielen des Neoliberalismus vor und betonten die Gefahren eines moralisch „abgestumpften und nackten Ökonomismus“. Die weitere Entwicklung in Deutschland ab Mitte der 1960er-Jahre hielt Hayek für zu interventionistisch und warnte anlässlich der deutschen Ausgabe des Wegs zur Knechtschaft von 1971 vor sozialistischen Tendenzen in der deutschen Wirtschaftspolitik.

„Wir verdanken den Amerikanern eine große Bereicherung der Sprache durch den bezeichnenden Ausdruck weasel-word. So wie das kleine Raubtier, das auch wir Wiesel nennen, angeblich aus einem Ei allen Inhalt heraussaugen kann, ohne daß man dies nachher der leeren Schale anmerkt, so sind die Wiesel-Wörter jene, die, wenn man sie einem Wort hinzufügt, dieses Wort jedes Inhalts und jeder Bedeutung berauben. Ich glaube, das Wiesel-Wort par excellence ist das Wort sozial. Was es eigentlich heißt, weiß niemand. Wahr ist nur, daß eine soziale Marktwirtschaft keine Marktwirtschaft, ein sozialer Rechtsstaat kein Rechtsstaat, ein soziales Gewissen kein Gewissen, soziale Gerechtigkeit keine Gerechtigkeit – und ich fürchte auch, soziale Demokratie keine Demokratie ist.“

Hayek ging es in der Kritik weniger um eine Würdigung des Konzepts als vielmehr der Bezeichnung, die seiner Ansicht nach soziale Begehrlichkeiten wecken würde. Nach Ralf Ptak ist bei der Interpretation des Satzes zu beachten, dass dieser Ende der 1970er-Jahre verfasst wurde, „in einer Zeit also, als der Marktradikalismus des Neoliberalismus den keynesianisch geprägten Wohlfahrtsstaat international abzulösen begann – Hayek selbst beriet zu diesem Zeitpunkt Margaret Thatcher bei ihrem neoliberalen Umbau von Wirtschaft und Staat in Großbritannien.“ Es handele sich daher eher um eine Abrechnung mit den sozialen Zugeständnissen der bis dahin praktizierten Kapitalismusmodelle als um eine Auseinandersetzung mit dem Konzept der Sozialen Marktwirtschaft.
Walter Eucken kritisierte mehrfach, dass Hayek in dem Buch nicht hinreichend zwischen einer notwendigen Wettbewerbsordnung und reinem Laissez-faire-Liberalismus unterscheide, und drängte in einem privaten Brief vergebens, den Unterschied stärker herauszuarbeiten. Später erweiterte Hayek seine Theorie und fügte hinzu, dass selbst staatliche Interventionen, die zunächst die Marktwirtschaft nicht prinzipiell in Frage stellen, langfristig zur Abschaffung der Freiheit führen würden:

„Politische Freiheit im Sinne von Demokratie, ‚innere‘ Freiheit, Freiheit im Sinne des Fehlens von Hindernissen für die Verwirklichung unserer Wünsche oder gar ‚Freiheit von‘ Furcht und Mangel haben wenig mit individueller Freiheit zu tun und stehen oft in Konflikt mit ihr … Die Freiheit, um die es sich hier handelt, die allein als allgemeines Prinzip der Politik dienen kann und die auch das ursprüngliche Ziel aller freiheitlichen Bewegungen war, besteht ausschließlich in der Abwesenheit von willkürlichem Zwang.“

Hayek meinte jedoch, Zwang sei notwendig, wenn man diese Freiheit in Frage stellt: „Eine wirksame Verteidigung der Freiheit muss daher notwendig unbeugsam, dogmatisch und doktrinär sein und darf keine Zugeständnisse an Zweckmäßigkeitserwägungen machen.“
Bezogen auf die internationale Ordnung plädiert Hayek für einen Zusammenschluss der Nationalstaaten in einem Bundesstaat, dessen Kompetenzen darauf beschränkt sein sollen, die Schädigung eines Staates durch einen anderen zu verhindern. Der Bundesstaat solle also Befugnisse analog zum „ultraliberalen Laissez-faire Staat“ haben.

### Politische Theorie
In der zweiten Hälfte seiner Karriere leistete Hayek eine Reihe von Beiträgen zur sozialen und politischen Philosophie, die er auf seinen Ansichten über die Grenzen menschlichen Wissens und die Idee der spontanen Ordnung beruhte. Er spricht sich für eine Gesellschaft aus, die um eine Marktordnung herum organisiert ist, in der der Staatsapparat fast (wenn auch nicht vollständig) ausschließlich zur Durchsetzung der Rechtsordnung (bestehend aus abstrakten Regeln und nicht bestimmten Befehlen) eingesetzt wird, die für einen Markt freier Individuen erforderlich ist. Diese Ideen wurden von einer Moralphilosophie geprägt, die sich aus erkenntnistheoretischen Bedenken hinsichtlich der inhärenten Grenzen menschlichen Wissens ableitet. Hayek argumentiert, dass seine ideale individualistische und marktwirtschaftliche Politik sich in einem solchen Maße selbst regulieren würde, dass es „eine Gesellschaft wäre, deren Funktionieren nicht davon abhänge, dass sie gute Menschen benötigte, um sie zu führen“. Seine politischen Überzeugungen kommen dabei in seinem Hauptwerk Die Verfassung der Freiheit (1960) zum Ausdruck.
Eine freie Gesellschaft setzt für Hayek die Dominanz einer spontanen Ordnung und abstrakter Regeln voraus. Er befürwortet demnach eine starke Einschränkung und präzise Definition staatlicher Handlungsmöglichkeiten durch die Verfassung, um die Rechte des Individuums zu schützen. Als wichtigste Begrenzung der staatlichen Zwangsausübung betrachtet er, dass diese nur nach allgemeinen Regeln erfolgt, nie jedoch willkürlich. Das Problem sei nicht, wer über wen herrsche, sondern wie viel Herrschaft die Herrschenden überhaupt ausüben dürfen. Reine Demokratie ohne Beschränkungen staatlichen Handelns lehnt er ab, weil diese ebenfalls zu Unterdrückung tendiere („totalitäre Demokratie“). Insofern mag man seine Vorstellung einer „Verfassung der Freiheit“ als Nomokratie bezeichnen. Ein solches System schließt nicht aus, dass die Wirtschaftstätigkeit reguliert wird, wenn die Regulierung nach allgemeinen Regeln erfolgt. Hayek lehnt damit Laissez-faire ab. Bestimmte Eingriffe wie Preiskontrollen oder der Versuch, soziale Gleichheit herzustellen, seien mit einer freien Gesellschaft jedoch nicht vereinbar.
Zu den Aufgaben des Staates gehören für Hayek:
- die Schaffung einer Rechtsordnung, die Vertragsfreiheit, Eigentum und Haftung beinhaltet,
- die Bereitstellung öffentlicher Güter,
- Zertifizierungen und Informationen, die der Sicherheit und Gesundheit dienen,
- die Erhebung von Steuern,
- die Sicherung eines Mindesteinkommens.

### Ordnungstheorie
Außer mit ökonomischen Fragen befasste sich Hayek nach dem Krieg vor allem mit informationstheoretischen, erkenntnistheoretischen, kulturtheoretischen und rechtsphilosophischen Problemen sowie mit theoretischen Fragen der Psychologie. Nach Hayeks Berufung an die Universität Freiburg entstanden seine Beiträge zur Theorie spontaner Ordnungen. Neben der Theorie komplexer Phänomene und der Theorie der Mustererkennung und -voraussage veröffentlichte er auch seine Überlegungen zum „Wettbewerb als Entdeckungsverfahren“. Aufbauend darauf stellte Hayek dem Gleichgewichtsdenken der Neoklassik seine Theorie der kulturellen Evolution gegenüber.
Hayek betrachtete das freie Preissystem nicht als bewusste Erfindung, sondern als eine spontane Ordnung oder als das, was der schottische Philosoph Adam Ferguson als Ergebnis menschlichen Handelns, aber nicht menschlichen Designs bezeichnete. Hayek bringt dabei den Preismechanismus auf das gleiche Niveau wie die Sprache.
Weil es unmöglich sei, alles relevante Wissen über Fähigkeiten und Bedürfnisse der Individuen zu zentralisieren, sei Zentralverwaltungswirtschaft undurchführbar. Anders gesagt: Die planende Stelle kann niemals über alle Informationen verfügen, die für eine vernünftige Planung benötigt werden. Nur der freie Markt bilde im Preissystem alle relevanten Informationen ab und führe zu sinnvollen Allokationen. Den „Sozialingenieuren“, die eine Gesellschaft auf dem Reißbrett planen wollen, warf er „die Anmaßung von Wissen“ (pretence of knowledge) vor.
In seiner Nobel-Rede diskutierte Hayek das Verhältnis von sozialer Realität und ökonomischer Modellbildung. Er argumentiert ausdrücklich gegen die Vorstellung, dass ökonomische Modelle in der Lage seien, die „organisierte Komplexität“ in der Vielfalt der beteiligten Variablen adäquat abzubilden. In Bezug auf die Unmöglichkeit der Prognose von Preisen sagt er dahingehend:
„Ich wünsche mir manchmal, daß sich unsere mathematischen Ökonomen das zu Herzen nehmen würden. Ich muß gestehen, daß ich noch immer im Zweifel darüber bin, ob ihre Suche nach meßbaren Größen wesentlich zu unserem theoretischen Verständnis der Wirtschaftsphänomene beigetragen hat – im Gegensatz zu ihrem Wert als Beschreibung bestimmter Situationen.“
Der Essay inspirierte unter anderem den Wikipediagründer Jimmy Wales während seiner Studienzeit.

### Evolutionsökonomik
Hayek erweiterte seine Sozialismuskritik um eine Theorie der „kulturellen Evolution“ und des menschlichen Zusammenlebens in arbeitsteiligen Gesellschaften und hat damit die Evolutionsökonomik wesentlich beeinflusst.
Nach Hayek sind Werte nicht oder nur in geringem Maße Resultat menschlicher Gestaltung und Vernunft. Sie stammen aus drei Wurzeln: den biologischen „vererbten“, den kulturell „erprobten“ und erst als dritte und am wenigsten weitreichende, den rational „geplanten“. Gewachsene Traditionen seien daher reproduktiv und adaptiv außerordentlich wirksam und würden von Sozialtheoretikern unterschätzt, während die Machbarkeit einer „idealen Gesellschaft“ überschätzt sei. Die Religionen seien insofern entscheidend für die Evolution des Menschen, da ihre Selektion bzw. „natürliche Auswahl“ nicht auf Basis rationaler Argumentation erfolge, sondern durch reproduktiven Erfolg als Ergebnis religiösen Glaubens und erfolgreicher Adaption (Anpassung) an die jeweilige Umwelt. Nicht jede Religion gilt von Hayek daher als gleichermaßen erfolgreich (auch den Kommunismus sieht er als eine bereits wieder absterbende Religion), aber im Wettbewerb würden sich immer wieder jene religiösen Bewegungen durchsetzen, die erfolgreich Fortpflanzung und Wirtschaftsleben förderten. Religionsfreiheit gilt von Hayek daher als eine zentrale Wurzel und ein wichtiges Anliegen des Liberalismus. In ihrem Rahmen könnten vielfältige Mikrogesellschaften in Wettbewerb treten und so den Gesamterfolg der Makrogesellschaft befördern.
Hayek unterscheidet zwei Arten von Ordnungen:
1. Eine spontane Ordnung („kosmos“), in der die Individuen ihre Ziele mit eigenen Mitteln verfolgen. Sie benötigt nach Hayek allein abstrakte Regeln, die in Form von Verboten formuliert sind und allgemeingültig sein müssen, also keinerlei Privilegien zulassen.
2. Eine Organisation („taxis“) nennt Hayek dagegen das Resultat bewussten Entwurfes. Hier existieren konkrete Regeln, die in Form von Geboten formuliert sind. Die Verfolgung von individuellen Zielen mit eigenen Mitteln wird hier eingeschränkt, und oft gibt es eine vertikale Hierarchie. In einer Organisation wird Ergebnisgerechtigkeit zu Lasten der Regelgerechtigkeit durch Umverteilung erzeugt. Beispiele hierfür sind Planwirtschaften, aber auch etwa Unternehmen oder das Militär.

Hayek weist darauf hin, dass in allen Gesellschaftsformen beide Arten von Ordnung und Regeln vorliegen.
Diese Ordnungen unterliegen laut Hayek einer „kulturellen Evolution“. Die gewachsenen (abstrakten) Regeln seien kein Produkt der Vernunft, sondern hätten sich parallel zur Vernunft entwickelt und sich über Generationen bewährt. Diejenigen Gruppen, die abstrakte Regeln einführten, seien erfolgreicher (produktiver) als andere gewesen, insbesondere was die Reproduktion angeht. Andere Gruppen seien dann verdrängt worden oder hätten die erfolgreichen Regeln übernommen. Die besten Regeln hätten sich so immer wieder durch natürliche Evolution durchgesetzt.

### Wissenschaftstheorie
Während des Zweiten Weltkriegs begann Hayek mit dem Buchprojekt Abuse of Reason. Sein Ziel war es zu zeigen, wie eine Reihe von damals populären Lehren und Überzeugungen einen gemeinsamen Ursprung in einigen grundlegenden Missverständnissen über die Sozialwissenschaft hatten. In seiner Wissenschaftstheorie kritisierte Hayek den Szientismus. Darunter versteht er ein falsches Verständnis der Wissenschaftsmethoden, die den Sozialwissenschaften fälschlicherweise aufgezwungen wurden.
Normalerweise würden wissenschaftliche Erklärungen einfache lineare Beziehungen von zwei Variablen herstellen. Hayek weist darauf hin, dass Gesellschaft und Ökonomie aber komplexe multivariable und nichtlineare Phänomene beinhalten würden. Daher sei eine mathematische Modellierung grundsätzlich nicht möglich.
Diese Ideen wurden in The Counter-Revolution of Science (1952) und in einigen späteren Aufsätzen wie Degrees of Explanation (1955) und The Theory of Complex Phenomena (1964) entwickelt.

## Methodik
Hayeks methodischer Ansatz ähnelt dem des kritischen Rationalismus Karl Poppers. Er bezweifelt die Kompetenz des Einzelverstandes, sachgerechte Einzelfallentscheidungen zu treffen. Diese Fehlbarkeit setze sich auch auf der methodischen Ebene fort, weshalb Hayek ein empirisches Wissenschafts- und Theorieverständnis ablehnte. Im kritischen Rationalismus wird aber nicht nur der menschliche Verstand als fehlbar angesehen, sondern auch die Fehlbarkeit von Theorien gesehen. Hayek hingegen hielt seine aprioristischen Theorien für unfehlbar. Er hat nie versucht seine Theorien empirisch zu überprüfen. Hayek rechtfertigte dies damit, dass nur bei simplen Theorien, nicht aber bei komplexen Phänomenen – wie Hayeks Arbeiten – ein empirischer Test möglich sei. Für Hayek nimmt der Grad der Falsifizierbarkeit einer Theorie in dem Maße ab, wie deren Komplexität zunimmt. Er mahnt:

„Wir müssen uns von dem naiven Aberglauben freimachen, die Welt habe so beschaffen zu sein, dass es möglich ist, durch unmittelbare Beobachtung einfache Regelmäßigkeiten zwischen allen Phänomenen zu entdecken, und dass dies eine notwendige Voraussetzung für die Anwendung wissenschaftlicher Methoden sei.“

Eine solche Position ist für Vertreter des kritischen Rationalismus unhaltbar und wiegt für diese umso schwerer, als Hayek praktische Probleme lösen wollte. Für Vertreter des kritischen Rationalismus ist es nicht hinreichend, bei einem Per-se-Urteil stehen zu bleiben, ohne die konkrete Wirkung zu testen. Der Ökonom Mark Blaug schrieb, dass Hayeks „Ausreden“ für die faktische Nichtbeachtung der methodologischen Imperative der Falsifikation denen der von ihm kritisierten Marxisten ähneln.

## Rezeption

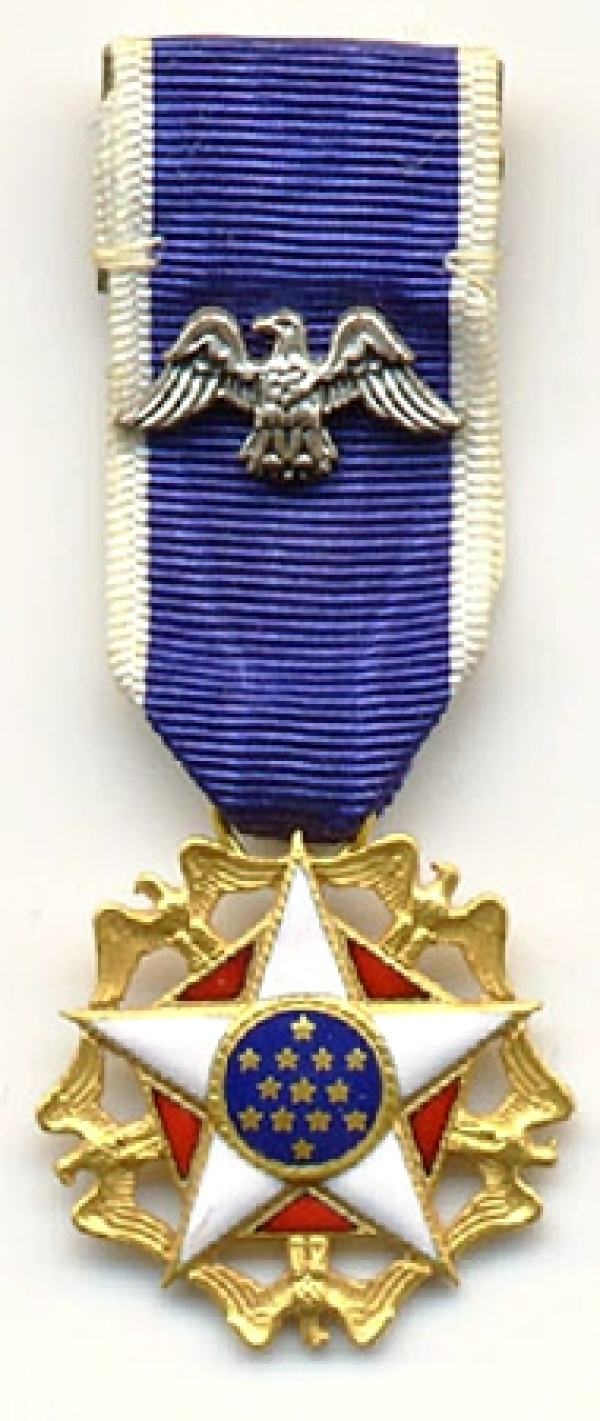
Hayek erhielt 1991 die Presidential Medal of Freedom von US-Präsident George H. W. Bush

Hayeks Einfluss auf die Entwicklung der Wirtschaftswissenschaften ist weithin anerkannt. In Bezug auf die Popularität seines Nobel-Vortrags ist Hayek der am zweithäufigsten zitierte Ökonom (nach Kenneth Arrow). Hayek äußerte sich dort sehr kritisch über das Gebiet der orthodoxen Ökonomie und der neoklassischen Modellierung. Eine Reihe von Trägern des Alfred-Nobel-Gedächtnispreises für Wirtschaftswissenschaften wie Vernon Smith und Herbert A. Simon bezeichnen Hayek als den größten modernen Ökonomen. Ein anderer Alfred-Nobel-Preisträger, Paul Samuelson, glaubte, dass Hayek seiner Auszeichnung würdig war, behauptete jedoch, dass es gute historische Gründe gäbe, warum die Erinnerung an Hayek im Mainstream der Ökonomie langsam verblasse. Sein 1931 erschienenes Werk Preise und Produktion habe der Nachwelt gezeigt, dass Hayek einen großen Unsinn über die ökonomische Produktionsperiode 1927–1931 (und 1931–2007) geschrieben habe.
Hayek ist weiterhin dafür bekannt, dass er die Zeitdimension in die Gleichgewichtskonstruktion eingeführt hat und eine Schlüsselrolle bei der Grundlegung von Disziplinen wie der Wachstumstheorie, Informationsökonomik und der Theorie der spontanen Ordnung spielte.
Hayeks intellektueller Gegenspieler John Maynard Keynes – zu dem er ein freundschaftliches Verhältnis pflegte – lehnte sowohl die Geld- als auch Konjunkturlehre des Österreichers ab. Nach dem Erscheinen von The Road to Serfdom schrieb er Hayek einen Brief, in dem er zwar die ökonomischen Theorien im Buch nochmals kritisierte, aber auch schrieb: „Moralisch und philosophisch finde ich mich in Übereinstimmung mit praktisch allem darin; und nicht nur in Übereinstimmung, sondern in einer tief bewegten Übereinstimmung.“ Hayeks Werk Preise und Produktion bewertete er als „fürchterliches Wirrwarr“.
Milton Friedman beschrieb sich selbst als großen Bewunderer Hayeks, bloß nicht von dessen makroökonomischen Theorien. Insbesondere Hayeks Konjunkturtheorie wird von der Chicagoer Schule um Milton Friedman abgelehnt und die rigide Ablehnung von Staatsintervention während Wirtschaftskrisen für gefährlich und schädlich gehalten:

“The Hayek-Mises explanation of the business cycle is contradicted by the evidence. It is, I believe, false.”

„Die Hayek-Mises-Konjunkturtheorie ist durch Tatsachen widerlegt. Sie ist, wie ich glaube, falsch.“

Gleichzeitig bezog sich Friedman in seinen populärwissenschaftlichen Schriften wie Chancen, die ich meine positiv auf Hayeks Schriften zum Preissystem. Etwa, als Friedman erklärte, wie durch Preise Informationen dezentral an alle ökonomischen Akteure kommuniziert werden. An der University of Chicago gab Friedman Seminare zu Hayeks berühmtem Aufsatz The Use of Knowledge in Society (1945).
Der Ökonom und ehemalige Präsident der Harvard University, Lawrence Summers, beschreibt Hayeks Stellung in der modernen Wirtschaftswissenschaft so:

“What’s the single most important thing to learn from an economics course today? What I tried to leave my students with is the view that the invisible hand is more powerful than the [un]hidden hand. Things will happen in well-organized efforts without direction, controls, plans. That's the consensus among economists. That’s the Hayek legacy.”

„Was ist heute das Wichtigste, was man in einem Ökonomiekurs lernen kann? Ich versuche meinen Studenten zu vermitteln, dass die unsichtbare Hand immer mächtiger ist als die sichtbare Hand. Die Dinge funktionieren am besten in Systemen ohne zentralistische Steuerung, Kontrolle oder Pläne. Das ist Konsens unter Ökonomen. Das ist Hayeks Erbe.“

Laut Joseph Schumpeter sei Hayeks Liberalismus zwar theoretisch ein edles Konzept, jedoch ausschließlich betuchten Self-made-Gentlemen und Sklavenhaltern zu empfehlen.
Ludwig Erhard übernahm von Hayek Ansichten über den Zusammenhang zwischen politischer und wirtschaftlicher Freiheit.
In den 1980er-Jahren fanden Hayeks Thesen teilweise praktische Anwendung in der Wirtschaftspolitik Augusto Pinochets, Ronald Reagans („Reaganomics“) und Margaret Thatchers („Thatcherismus“), mit deren Hauptakteuren er sich auch persönlich verschiedentlich austauschte. Es kam jedoch dazu, dass sich viele Politiker undifferenziert auf Hayek beriefen. „Hayeks Status als Galionsfigur der damals sich formierenden neuen Rechten hat nicht unbedingt dazu beigetragen, ihm jene Anhänger zu bescheren, die seinem intellektuellen Niveau und seiner moralischen Integrität würdig gewesen wären.“ Eine pauschale Vereinnahmung lehnte Hayek zwar ab, konnte sie aber nicht ganz verhindern. Auch trug er mit seinen oft bis zum Äußersten gehenden liberalen Ideen zu solchen Etikettierungen selbst bei. So lehnte er zum Beispiel Entwicklungshilfe ab, sah das Streben nach einer gleichmäßigeren Einkommensverteilung als mit dem Rechtsstaat unvereinbar an und forderte scharfe Sanierungskrisen mit bis zu 20 % Arbeitslosigkeit, um die Inflation zu brechen.
Joachim Starbatty hält die außerhalb des ökonomischen Mainstreams liegende (heterodoxe Ökonomie) der von Hayek weiterentwickelten österreichischen Schule und insbesondere die Konjunkturtheorie für richtig.

„Wir halten aber fest, daß das von F.A. v. Hayek entwickelte Muster der Konjunkturerklärung grundsätzlich zutrifft und uns wichtige Informationen liefert.“

Jeffrey Sachs kommt zu dem Ergebnis, dass Hayeks Behauptung, hohe Steuern und ein umfangreicher Sozialstaat stünden einer dynamischen Wirtschaftsentwicklung entgegen, empirisch unhaltbar ist. So hatten die skandinavischen Staaten trotz hoher Steuern und Sozialausgaben in den meisten Indikatoren einschließlich des Pro-Kopf-Einkommens eine bessere Performance als Staaten mit eher niedrigen Steuern und Sozialausgaben.
Auch innerhalb der politischen Linken gibt es eine produktive Auseinandersetzung mit den Ideen Hayeks. So hat der US-amerikanische Ökonomieprofessor Theodore Burczak ein vielbeachtetes Buch darüber geschrieben, wie ein sozialistisches Wirtschaftsmodell aussehen könnte, das das Wissensproblem von Hayek berücksichtigt.
Zu seinen kritischen Rezipienten gehörten auch Liberale wie Samuel Brittain, die seine Auffassung, dass eine Einkommensumverteilung unter dem Gesichtspunkt der sozialen Gerechtigkeit mit der „Herrschaft der Marktgesetze“ unvereinbar sei, monierten. Hayek plädiert allerdings für ein Mindesteinkommen, „unter das niemand zu sinken brauche“, diese Mindestabsicherung sei eine selbstverständliche Pflicht der Gesellschaft. Anarchokapitalisten bezeichnen Hayeks Denken deswegen als „sozialdemokratisch“. Laut Franz Bydlinski werde dieses Zugeständnis Hayeks wenig beachtet, „obwohl (oder weil?) es geeignet ist, die Einordnung dieses Autors als radikalen Liberalen und damit als bevorzugtes Objekt überschäumender ‚linker‘ Kritik zu relativieren.“
Laut David Held plädierte Hayek für die Beschränkung staatlicher Aktivitäten auf das Minimum eines „ultra-liberalen“ Staates, ähnlich interpretiert der Politologe Jürgen Hartmann Hayeks Werk Die Verfassung der Freiheit als Plädoyer für einen Minimalstaat. Der Ökonom John Kenneth Galbraith versteht dieses Werk Hayeks als anachronistischen Rückfall in die Gedankenwelt des Laissez-faire-Liberalismus des 19. Jahrhunderts. Dagegen vertritt Ingo Pies die Auffassung, dass Hayek den Laissez-faire-Liberalismus systematisch ablehnte. Er wollte „keinen Minimalstaat, sondern einen zweckmäßig eingerichteten Verfassungsstaat, der Wirtschaftspolitik primär als Rechtssetzung betreibt.“ Der Politologe Walter Reese-Schäfer ist der Meinung, dass Hayek „bei allem Liberalismus dem Staat eine erheblich größere Rolle“ zumesse, als das in anderen liberalen Theorien der Fall sei. Christian Watrin meint, dass Hayek „einen bloßen, auf die Rechtsordnung ausgerichteten ‚Minimalstaat‘ für unzureichend“ halte.
Gerhard Willke sieht in Hayek, neben Milton Friedman, den Wegbereiter und Meisterdenker des „neoliberalen Projekts“, eines „wirtschaftspolitischen Projekts zur Verwirklichung von mehr Markt, mehr Wettbewerb und mehr individueller Freiheit“. Hayek selbst bezeichnete sich jedoch nicht als Neoliberalen. Willke verweist auf Viktor Vanbergs Unterscheidung zwischen Frühwerk und Spätwerk Hayeks: „Während im Frühwerk liberale Gesetzesreformen und Verbesserungen der Rahmenbedingungen noch befürwortet werden und politische Gestaltung durchaus zugelassen ist, setzt das (resignative?) Spätwerk ganz auf Evolution und hält die bewusste Gestaltung für vergeblich: Gegen das Diktat der Evolution sei menschliches Planen nicht nur zwecklos, sondern verhängnisvoll.“
Slobodian weist darauf hin, dass Hayek nach seinem ersten Besuch in Südafrika 1963, gemeinsam mit Friedman und Hutt, der ihn beherbergt hatte, vor den Gefahren einer unbeschränkten Demokratie gewarnt und die Notwendigkeit der Abschottung der ökonomischen Weltordnung vor politischen Forderungen nach sozialer Gerechtigkeit unterstrichen sowie insofern die diplomatische Isolierung der weißen Minderheitsregierungen kritisiert hatte. Nach seinem zweiten Besuch 1978 habe Hayek die als Rufmord bezeichnete öffentliche Verunglimpfung von Apartheid sowohl als eine Ungerechtigkeit wie auch einen Fehler bezeichnet, weil die Totalität standhalten müsse gegen ruinöse Forderungen globalisierter Moralvorstellungen, wie sie etwa die UN mit ihren diskriminierenden Strafverfahren verfolge. Auch folgte er Friedman, der gegen das Waffenembargo gegen Rhodesien und Südafrika eingetreten war, weil es die Internationale Wirtschaftsordnung zerstören würde und dem mit einem militanten Globalismus begegnet werden müsse. In der Folge wandten sich die Ökonomen dem politischen System zu, das die Wiederherstellung einer wirksamen Marktordnung unterstützen würde.
Thomas Piketty beurteilt Hayeks Veröffentlichung Law, legislation and liberty als „einflussreichen, neo-proprietaristischen und mit der Diktatur liebäugelnden Text“, der der ideologischen Rechtfertigung von Ungleichheit und Ungerechtigkeit dienen solle.
Für Wikipedia-Gründer Jimmy Wales waren Hayeks Arbeiten zur Preistheorie zentral für seine Idee, das Wikipedia-Projekt in Angriff zu nehmen.

## Auszeichnungen (Auszug)
- 1944: Mitglied (Fellow) der British Academy[188]
- 1974: Österreichisches Ehrenzeichen für Wissenschaft und Kunst
- 1974: Preis für Wirtschaftswissenschaften der Schwedischen Reichsbank im Gedenken an Alfred Nobel
- 1974: Ehrendoktorwürde der Universität Salzburg
- 1977: Pour le mérite für Wissenschaft und Künste
- 1983: Ehrenring der Stadt Wien
- 1984: Hanns Martin Schleyer-Preis
- 1984: Ernennung zum Ehrenrektor der WHU – Otto Beisheim School of Management
- 1990: Großes Goldenes Ehrenzeichen mit dem Stern für Verdienste um die Republik Österreich[189]
- 1991: Presidential Medal of Freedom

## Hayek als Namensgeber

### Institutionen
- Das Friedrich A. v. Hayek Institut ist ein 1993 in Wien gegründetes privates Forschungsinstitut, dessen Ziele die Auseinandersetzung mit Hayeks wirtschafts- und gesellschaftspolitischem Denken und die Verbreitung seiner Ideen in der Öffentlichkeit sind.
- 1998 wurde in Freiburg die Friedrich A. von Hayek-Gesellschaft von einer Gruppe von Unternehmern, Wissenschaftlern und Publizisten gegründet. Sie wirbt mit jährlichen Veranstaltungen (Hayek-Tage), Juniorenkreisen und der Verleihung der Hayek-Medaille sowie mit einem bundesweiten universitären Essaywettbewerb für die Ideen Hayeks.[190]
- Im Mai 1999 wurde ebenfalls in Freiburg die Friedrich-August-von-Hayek-Stiftung gegründet. Stifter ist die Wüstenrot & Württembergische AG. Stiftungszweck ist die Grundlage einer freiheitlichen Wirtschaft- und Gesellschaftsordnung.[191]
- Im Jahr 2002 wurde die Friedrich August von Hayek-Stiftung für eine freie Gesellschaft gegründet, die eng mit der Friedrich A. von Hayek-Gesellschaft zusammenarbeitet.[192]

### Straßen
- 1994 – Hayekgasse – Wien-Floridsdorf (21. Bezirk)[193]
- 1993 – Hayekstraße – Linz[194]
- Freiburg im Breisgau – Friedrich-von-Hayek-Straße

### Plätze
Auf dem Zirbenweg in Obergurgl im österreichischen Ötztal befindet sich ein Ruheplatz, der nach Hayek benannt wurde. Hier soll er 1960 The Constitution of Liberty geschrieben haben. Die „Liberty Funds Foundation“ hat hier zwei Plaketten für ihn installiert.

## Veröffentlichungen
- Geldtheorie und Konjunkturtheorie. Wien und Leipzig 1929.
- Preise und Produktion. 1931
- The Pure Theory of Capital. 1941
- The Road to Serfdom. 1944
  - deutsch: Der Weg zur Knechtschaft. Eugen Rentsch, Erlenbach ZH 1945[195]
- Wahrer und falscher Individualismus, in: ORDO, Band 1, 1948, S. 19–55
- Die Anschauungen der Mehrheit und die zeitgenössische Demokratie, in: Ordo, Band 15/16, 1962/63, S. 19–42
- Die Anmaßung von Wissen, in: Ordo, Band 26, 1975, S. 12–21
- The Fatal Conceit: The Errors of Socialism. 1988
  - deutsch: Die verhängnisvolle Anmaßung. Die Irrtümer des Sozialismus. Mohr-Siebeck, Tübingen 1988, ISBN 3-16-146674-8[196]
- The Constitution of Liberty, Routledge and Kegan Paul, London 1960
  - deutsch: Die Verfassung der Freiheit. Übersetzt von Ruth Temper, Dietrich Schaffmeister und Ilse Bieling, Mohr-Siebeck, Tübingen 1991, ISBN 3-16-145844-3
- Law, legislation and liberty: a new statement of the liberal principles of justice and political economy, Routledge & Kegan Paul, London 1998, ISBN 0-415-09868-8
  - deutsch: Recht, Gesetz und Freiheit: eine neue Darstellung der liberalen Prinzipien der Gerechtigkeit und der politischen Ökonomie. Mohr-Siebeck, Tübingen 2003, ISBN 3-16-147878-9
- Freiburger Studien: Gesammelte Aufsätze. 2. Auflage, Tübingen 1994.
- The Sensory Order: An Inquiry Into the Foundations of Theoretical Psychology. University of Chicago Press, 1953
  - deutsch: Die sensorische Ordnung. Eine Untersuchung der Grundlagen der theoretischen Psychologie. Mohr-Siebeck, ISBN 3-16-148379-0
- Choice in Currency. London 1976 (iea.org.uk)
- Denationalisation of Money. Institute of Economic Affairs, London 1976 iea.org.uk (PDF; 12,5 MB)
  - deutsch: Entnationalisierung des Geldes. Mohr-Siebeck, Tübingen 1977, ISBN 3-16-149224-2
Erweiterte Neuauflage 2010: ISBN 978-3-16-149223-5